# ردود الفعل حول جائحة كوفيد-19 في يونيو 2020

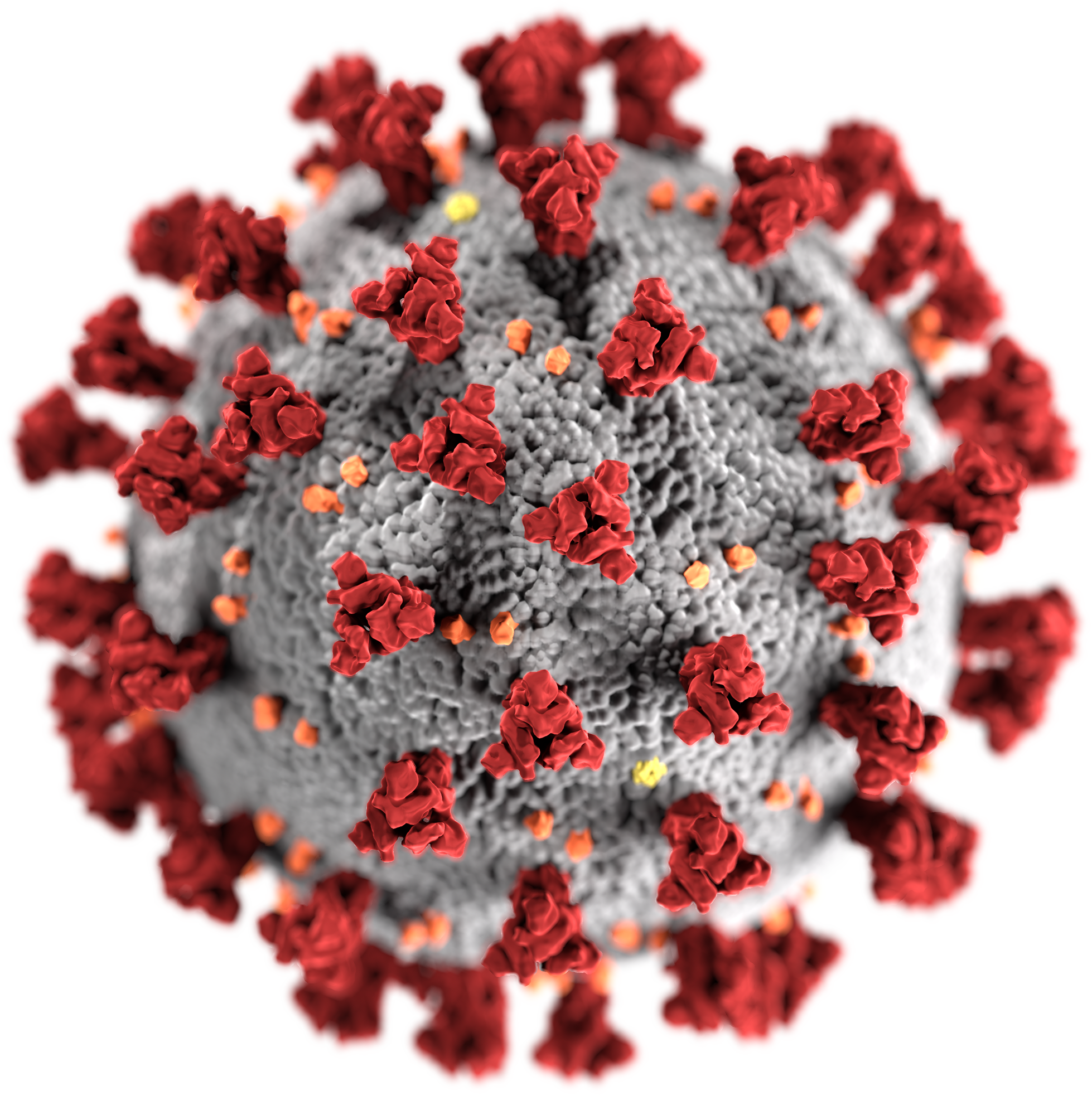

يوثق هذا المقال التسلسل الزمني للاستجابة لوباء كوفيد-19 في يونيو 2020، والذي نشأ في ووهان، الصين في ديسمبر 2019. قد تصبح بعض التطورات معروفة أو مفهومة كليًا فقط في وقت لاحق. بدأ الإبلاغ عن هذا الوباء في ديسمبر 2019.

## ردود الفعل والتدابير في الأمم المتحدة

### 1 يونيو
نشرت منظمة الصحة العالمية (دبليو إتش أو) بحثًا يفيد أن مكافحة كوفيد-19 عطلت بشدة خدمات الوقاية من الأمراض غير المعدية وعلاجها مثل السرطان والسكري وارتفاع ضغط الدم، والتي تقتل أكثر من 40 مليون شخص كل عام.
أكد الدكتور مايكل رايان، المدير التنفيذي لمنظمة الصحة العالمية، أن أمريكا الوسطى والجنوبية أصبحت الآن «مناطق شديدة» لانتقال كوفيد-19.
نشرت منظمة السياحة العالمية (يو إن دبليو تي أو) بحثًا يشير إلى أن الدول بدأت بتخفيف قيود السفر بحذر.

### 2 يونيو
دعا رئيس الجمعية العامة، تيجاني محمد بندي، الدول الأعضاء في الأمم المتحدة إلى وضع حقوق الإنسان في صميم استجابتهم الحالية لكوفيد-19، وضمان تمتع الجميع ب ـ«العدالة والسلام».
في منتدى تمويل التنمية التابع للمجلس الاقتصادي والاجتماعي للأمم المتحدة، وبهدف استكشاف خيارات التمويل للتصدي للوباء وتعبئة الموارد اللازمة للانتعاش الاستباقي، أبلغت نائبة الأمين العام أمينة ج. محمد المندوبين بوجود حاجة إلى تمويل «غير مسبوق» لوقف الركود «بنسب لا مثيل لها».
دعا مفوض الأمم المتحدة السامي لحقوق الإنسان إلى اتخاذ إجراءات عاجلة لمعالجة «التأثير غير المتناسب الكبير» لكوفيد-19 على الأقليات العرقية والإثنية، منهم الأفراد المنحدرون من أصل أفريقي.
في مؤتمر افتراضي مخصص لليمن، التي يُحتمل أن ينتقل فيها فيروس كورونا ضمن المجتمع المحلي، حذر الأمين العام للأمم المتحدة من أن البلاد، التي انهار نظامها الصحي، تواجه أزمة إنسانية ضخمة و«معلقة بخيط رفيع».
حذر غيلبرت إف. هونغبو، رئيس الصندوق الدولي للتنمية الزراعية، من انخفاض التحويلات عبر الحدود بنسبة 20 في المئة، أو 110 إلى 445 مليار دولار بسبب فيروس كورونا، ما قد يتسبب في نزول عشرات الملايين تحت مستوى الفقر، وإبطاء التقدم نحو تحقيق خطة التنمية المستدامة لعام 2030.

### 3 يونيو
أطلق الأمين العام للأمم المتحدة، أنطونيو غوتيريش، أحدث تقرير موجز لسياسة الأمم المتحدة بشأن الوباء، ذكّر فيه البلدان بالتزامها بحماية الأشخاص المتنقلين، والذين يبلغ عددهم الآن أكثر من 70 مليون شخص على مستوى العالم، وفقًا لبيانات مفوضية الأمم المتحدة لشؤون اللاجئين، التي أعربت عن تفاؤلها بأن أزمة فيروس كورونا الجديد ستؤدي إلى إعادة التفكير في كيفية دعم العالم للاجئين والمهاجرين والنازحين داخليًا.
حثت المفوضة السامية للأمم المتحدة لحقوق الإنسان ميشيل باشليت دول آسيا والمحيط الهادئ على احترام حق حرية التعبير، بعد حملة قمع مقلقة ضد حرية التعبير خلال أزمة فيروس كورونا.
في اليوم العالمي للدراجات، سلطت منظمة الصحة العالمية الضوء على إمكانية تغيير الدراجات للطريقة التي يتحرك بها العالم وخلق مستقبل أكثر صحة واستدامة بعد الوباء.
دعا الأمين العام إلى مزيد من الوحدة والتضامن للتغلب على كوفيد-19 وبناء عالم أفضل بعده في ملاحظاته الافتتاحية أمام قمة استثنائية بين الدورات لمنظمة الدول الإفريقية والكاريبية ودول المحيط الهادئ المكونة من 79 دولة.

### 4 يونيو
قال الأمين العام أنطونيو غوتيريش في رسالة مصوّرة في القمة العالمية للقاحات إن لقاح كوفيد-19 في حد ذاته لن يكون كافيًا، لكن يجب أن يكون قليل التكلفة ومتوفرًا للجميع.
حذرت منظمة الأمم المتحدة للطفولة (اليونيسف) من انقطاع ما يقارب 1.2 مليار طفل عن المدرسة على مستوى العالم بسبب الوباء، ووجود عدم مساواة متأصل في الوصول إلى الإنترنت والأدوات الأخرى، ما يهدد بتفاقم أزمة التعليم العالمية.
حث المقررون الخاصون المستقلون للأمم المتحدة منهم بالاكريشنان راجاغوبال، المعني بحق السكن، وأوليفييه دي شوتر، المعني بالفقر المدقع، الحكومة الهندية على الامتثال عاجلًا لأمر المحكمة العليا لضمان سلامة أكثر من 100 مليون عامل مهاجر، بعد أن تركتهم تدابير فيروس كورونا عاطلين عن العمل، ما اضطرهم للسفر مسافات طويلة إلى ديارهم.

### 5 يونيو
ذكرت منظمة الصحة العالمية، في إرشادات محدثة، أن الحكومات في المناطق التي انتشر فيها كوفيد-19 يجب أن تشجع على استخدام الأقنعة غير الطبية في وسائل النقل العام وفي المتاجر وفي الأماكن المحصورة الأخرى.
حذر وكيل الأمين العام لعمليات السلام من أن الجماعات الإرهابية في منطقة الساحل الأفريقية الفرعية تستغل الوباء وتزيد هجماتها على قوات حفظ السلام الوطنية والدولية.

### 8 يونيو
صرح البنك الدولي في تقريره الأخير الصادر عن الآفاق الاقتصادية العالمية أن جائحة كوفيد-19 ستقلص الاقتصاد العالمي بنسبة 5.2 في المئة في عام 2020، وهو أعمق ركود منذ الحرب العالمية الثانية، ما سيقود إلى ارتفاع كبير في معدلات الفقر المدقع.
حذرت منظمة الصحة العالمية من أن جائحة كوفيد-19 تتفاقم على مستوى العالم، إذ سُجلت أكثر من 136,000 حالة في 7 يونيو، وهو أعلى عدد سُجل في يوم واحد على الإطلاق.

### 9 يونيو
بدأ الأمين العام للأمم المتحدة، أنطونيو غوتيريش، موجز السياسة الأخير الخاص به بشأن الوباء معربًا عن قلقه حيال الأمن الغذائي العالمي، ومؤكدًا أن الآثار الوخيمة للأزمة على الأمن الغذائي العالمي، التي تتضمن سقوط 50 مليون شخص إضافي في براثن الفقر المدقع، يمكن تفاديها إذا تحركت البلدان على الفور.
حذر برنامج الأغذية العالمي من أن المساعدات والتمويل البالغة قيمته أكثر من 182 مليون دولار ضروريان عاجلًا لملايين الأشخاص في نيجيريا ممن تأثروا بشدة بآثار وباء فيروس كورونا، منهم المجتمعات المتضررة من النزاع «على حفظ الحياة» في شمال شرق نيجيريا.

### 10 يونيو
ذكرت منظمة الصحة العالمية أن البحث مستمر لتحديد كيفية انتقال فيروس كوفيد-19 من الأشخاص الذين لا تظهر عليهم أعراض المرض.
تحدث الأمين العام أنطونيو غوتيريس في اجتماع افتراضي للتحالف العالمي للمستثمرين من أجل التنمية المستدامة، محذرًا من أن «الصدمة الاقتصادية غير المسبوقة» بسبب فيروس كورونا تعرض إنجازات التنمية للخطر.
أصدر برنامج الأمم المتحدة للبيئة وشركاؤه تقريرًا جديدًا بعنوان الاتجاهات العالمية في استثمار الطاقة المتجددة 2020، يوضح أن الطاقة المتجددة أصبحت أكثر فعالية من حيث التكلفة أكثر من أي وقت مضى، إذ أثر فيروس كورونا على صناعة الوقود الأحفوري، ما وفر فرصة لإعطاء الأولوية للطاقة النظيفة في حزم الانتعاش الاقتصادي الوطني، والمضي بالعالم ليصبح أقرب إلى تحقيق أهداف اتفاق باريس».

### 11 يونيو
حذر المكتب الإقليمي لمنظمة الصحة العالمية في إفريقيا من أن كوفيد-19 ينتشر في إفريقيا، إذ سُجلت أكثر من 200 ألف حالة إصابة، وأكثر من 5600 حالة وفاة.
أبلغ الأمين العام أنطونيو غوتيريش «المناقشة المواضيعية رفيعة المستوى حول تأثير التغيير التكنولوجي السريع على أهداف التنمية المستدامة وتطلعاتها (إس دي جي إس)»، والتي تجري في الجمعية العامة للأمم المتحدة، أن إدارة الفجوة الرقمية أصبحت «مسألة حياة أو موت» بسبب عدم قدرة الناس على الوصول إلى معلومات الرعاية الصحية الأساسية أثناء الوباء.
في مناقشة طاولة مستديرة افتراضية، شدد رئيس عمليات السلام، جان بيير لاكروا، على أهمية إعطاء الأولوية لأعمال الأمم المتحدة الخاصة بحفظ السلام للمرأة (أيه 4 بّي)، والتزامات السلام والأمن (دبليو بي إس) خلال الوباء تزامنًا مع تفاقم عدم المساواة نتيجة للوباء.

### 12 يونيو
حذر غاي رايدر، المدير العام لمنظمة العمل الدولية، بمناسبة اليوم العالمي لمناهضة عمالة الأطفال، من أن التقدم الهائل الذي تحقق في إنهاء عمالة الأطفال على مدى العقدين الماضيين مهدد بالتراجع بسبب جائحة كوفيد-19.
حذرت منظمة الأمم المتحدة للطفولة (اليونيسف) من أن الأطفال في اليمن، حيث تحدث «أسوأ كارثة إنسانية في العالم»، بحاجة ماسة إلى الخدمات الأساسية، إذ يعتمد أكثر من ثمانية ملايين يمني، نصفهم تقريبًا من الأطفال، اعتمادًا مباشر على وكالة المياه والصرف الصحي والنظافة (ووش) خلال الصراع الدائر، وتفشي الكوليرا والأوبئة، في حين تلقى النداء اليمني تمويلًا بنحو 479 مليون دولار، أي أقل بـ 40 في المئة من المطلوب. حذرت اليونيسف من توقف دعم عمليات وكالة المياه والصرف الصحي والنظافة لنحو 4 ملايين شخص ما لم تتلق 30 مليون دولار بحلول نهاية يونيو.
حذرت منظمة الصحة العالمية من تأثير الوباء على النساء والأطفال والشباب مع استمرار تصاعده.

### 15 يونيو
شدد المدير العام لمنظمة الصحة العالمية، تيدروس أدهانوم غيبريسوس، على مخاطر موسم الإنفلونزا في نصف الكرة الجنوبي، إذ «يمكن أن يؤدي انتقال كوفيد-19 والإنفلونزا المشترك إلى تفاقم التأثير على النظم الصحية المكتظة مسبقًا».

### 16 يونيو
وحذرت المفوضية السامية للأمم المتحدة لشؤون اللاجئين من تفاقم أزمة اللاجئين في سوريا، إذ «احتاج 200 ألف لاجئ آخرين في هذه الفترة البالغة ثلاثة أشهر فقط إلى المساعدة الطارئة بسبب تأثير الوباء».
اقترح مكتب الأمم المتحدة لأمريكا اللاتينية ومنطقة البحر الكاريبي (إيكلاك) في دراسة جديدة، بالتعاون مع منظمة الأغذية والزراعة، 10 تدابير لتجنب زيادة الجوع في المنطقة، منها «منحة مكافحة الجوع»، إذ حذروا أن عدد الأشخاص الذين يعيشون في فقر مدقع في المنطقة قد يتجاوز 83 مليون شخص بحلول نهاية عام 2020 بسبب آثار الوباء.

### 17 يونيو
رحبت منظمة الصحة العالمية بالنتائج المبكرة لاستخدام الديكساميثازون لعلاج مرضى كوفيد-19 ذوي الأعراض الشديدة، وحذرت من أنه «ليس علاجًا شاملًا».

### 19 يونيو
حذرت منظمة الصحة العالمية من أن العالم يدخل «مرحلة جديدة وخطيرة» من وباء كوفيد-19، إذ استمرت معدلات الإصابة في الصعود وأُبلغ عن أكثر من 150,000 حالة إصابة جديدة بالمرض في اليوم السابق، وهو أعلى معدل سُجل في يوم واحد حتى هذا التاريخ.
أصدر الأمين العام أنطونيو غوتيريش موجزًا سياسيًا جديدًا بعنوان عالم العمل وكوفيد-19، بشأن الوظائف وسبل العيش وسلامة العمال والأسر والشركات على مستوى العالم، إذ استمر تأثرهم بوباء كوفيد-19؛ وعانت المشروعات متناهية الصغر والصغيرة والمتوسطة على وجه الخصوص من عواقب اقتصادية وخيمة.

### 21 يونيو
احتفلت الأمم المتحدة باليوم الدولي السنوي السادس لليوغا، معترفة بهذه الممارسة القديمة «كنهج شامل للصحة والسلامة، وأداة قوية للتعامل مع الضغوط التي لا تعد ولا تحصى الناتجة عن جائحة كوفيد-19».
كررت بعثة الأمم المتحدة لمساعدة أفغانستان دعوة الأمين العام للأمم المتحدة لوقف إطلاق النار العالمي، إذ أدانت 15 هجومًا ضد العاملين في مجال الرعاية الصحية في البلاد خلال الشهرين الأولين من جائحة كوفيد-19.

### 22 يونيو
أبلغت منظمة الصحة العالمية عن أكبر زيادة مسجلة في يوم واحد من حالات الإصابة بفيروس كورونا في 21 يونيو، إذ سجلت أكثر من 183,000 إصابة جديدة خلال 24 ساعة، بالإضافة إلى تسجيل ما يقارب 8.8 مليون حالة في جميع أنحاء العالم، وأكثر من 465,000 حالة وفاة.
حذر برنامج الأمم المتحدة المشترك المعني بفيروس نقص المناعة البشرية (الإيدز) من أن مخزون الأدوية الخاص بمرضى فيروس نقص المناعة البشرية قد ينفد في غضون الشهرين المقبلين، بسبب ارتفاع التكاليف نتيجة عمليات الإغلاق وإغلاق الحدود بسبب فيروس كورونا.

### 23 يونيو
دعا الأمين العام للأمم المتحدة، أنطونيو غوتيريش، في اليوم العالمي للأرامل، البلدان إلى العمل على إلغاء القوانين التي تميز ضد المرأة، وخاصة فيما يتعلق بالميراث، في ظل الوفيات التي حدثت بسبب جائحة كوفيد-19.

### 24 يونيو
أيدت 170 دولة من الدول الأعضاء والمراقبين في الأمم المتحدة النداء العالمي لوقف إطلاق النار الذي أطلقه الأمين العام للأمم المتحدة خلال أزمة فيروس كورونا.
حذر صندوق النقد الدولي في تقريره الأخير عن آفاق الاقتصاد العالمي من أن التعافي الاقتصادي من وباء كوفيد-19 سيكون أبطأ مما كان متوقعًا في السابق، إذ يقدر النمو في عام 2020 بنسبة -4.9 في المئة، أي نحو نقطتين مئويتين أقل من توقعات أبريل، ما يشير إلى ركود أعمق وانتعاش أبطأ.
حذر المدير العام لمنظمة الصحة العالمية من أن العالم يسير في طريق الوصول إلى 10 ملايين حالة إصابة بفيروس كورونا خلال الأسبوع التالي، وهو «تذكير واعٍ» بضرورة الاستمرار في البحث في العلاجات واللقاحات، وبذل أقصى الجهود على الفور لوقف انتقال العدوى وإنقاذ الأرواح.

### 25 يونيو
أطلق الأمين العام للأمم المتحدة سياسة «الاستجابة الشاملة للأمم المتحدة لكوفيد-19»، وهي وثيقة سياسية رئيسية لتنسيق منظومة الأمم المتحدة من أجل «إنقاذ الأرواح وحماية المجتمعات والتعافي بشكل أفضل» أثناء وبعد الوباء.
أصدر مكتب الأمم المتحدة لشؤون المخدرات والجريمة (يو إن أو دي سي) تقريره السنوي الأخير، مشيرًا فيه إلى أن أكثر من 35 مليون شخص على مستوى العالم يعانون الآن من إدمان المخدرات، وحلل التقرير أيضًا التأثير بعيد المدى لوباء فيروس كورونا على أسواق المخدرات العالمية.

### 26 يونيو
حذرت منظمة الصحة العالمية وشركاؤها من وجود حاجة إلى أكثر من 31 مليار دولار على مدار الـ 12 شهرًا القادمة لتطوير أدوية فعالة لكوفيد-19، وإتاحتها عالميًا أمام جميع الناس.
حذرت اليونيسف في تقرير جديد من أن عدد الأطفال المصابين بسوء التغذية في اليمن قد يصل إلى 2.4 مليون بنهاية عام 2020، بسبب النقص الكبير في تمويل المساعدات الإنسانية وسط جائحة فيروس كورونا.

### 30 يونيو
دعا الأمين العام للأمم المتحدة العالم إلى زيادة «الالتزامات المالية والإنسانية والسياسية»، للمساعدة في إنهاء ما يقارب عقدًا من الصراع والمعاناة في سوريا، في رسالة إلى مؤتمر المتبرعين الرابع في بروكسل.
في اليوم الخاص بوسائل التواصل الاجتماعي، أطلقت الأمم المتحدة مبادرتها المؤكدة، والتي تدعو الناس على مستوى العالم إلى التمهل قبل المشاركة، للمساعدة في وقف الانتشار الفيروسي للمعلومات الخاطئة عن كوفيد-19.
صرح المدير العام لمنظمة العمل الدولية، غاي رايدر، في تعليقه على بيانات منظمة العمل الدولية الجديدة التي تظهر أن ساعات العمل انخفضت بنسبة 14 في المئة خلال الربع الثاني من عام 2020، أن تأثير أزمة كوفيد-19 على الوظائف كان أسوأ بكثير من المتوقع في البداية، وناشد الحكومات والعمال وأرباب العمل للاتفاق على خطة انتعاش اقتصادي مستدام للحد من التفاوتات التي كشف عنها الوباء.

## ردود الفعل والتدابير في أفريقيا

### 9 يونيو
أعلن وزير الصحة النيجري أوساجي إهناير أن ما يصل إلى 60% من حالات الوفاة «الغامضة» المُبلَغ عنها في ولاية كانو قد حدثت نتيجة فيروس كورونا.
أعلن الرئيس التنزاني جون ماغوفولي أن تنزانيا خالية من فيروس كورونا.

### 10 يونيو
كشفت المراكز الأفريقية لمكافحة الأمراض والوقاية منها وجود أكثر من 200,000 حالة إصابة مؤكدة بفيروس كورونا مع أكثر من 5,000 حالة وفاة.
استقال الحائز على جائزة نوبل دينيس موكويغي من منصبه كرئيس لفريق العمل الخاص بفيروس كورونا في المقاطعة الشرقية من جمهورية الكونغو الديمقراطية.

### 11 يونيو
بحسب ممثل قارة أفريقيا في منظمة الصحة العالمية، فإن جائحة فيروس كورونا «تتسارع» في القارة، مع الإبلاغ عن حدوث انتقال مجتمعي في أكثر من نصف الدول الأفريقية. تشير البيانات إلى أن الأمر قد استغرق 18 يومًا حتى تسجل قارة أفريقيا 200,000 حالة إصابة مقارنة مع 98 يومًا استغرقتها القارة لتسجل 100,000 حالة وفاة.
ستتلقى رواندا 110 مليون دولار إضافية على شكل قروض اقتصادية من صندوق النقد الدولي للمساعدة في مكافحة جائحة فيروس كورونا. قد زود صندوق النقد الدولي حتى الآن رواندا بأكثر من 220 مليون دولار أمريكي خلال هذه الأزمة.

### 13 يونيو
في مدينة غابورون، عاصمة دولة بوتسوانا، أعادت الحكومة فرض إغلاق تام بسبب فيروس كورونا بعد تأكيد حدوث 12 حالة إصابة جديدة بالفيروس في مشفى المدينة.

### 14 يونيو
لن يعاد فتح مطارات السودان مدة أسبوعين آخرين حتى 28 يونيو على أقرب تقدير.

### 17 يونيو
ستتلقى شركات التعدين في جمهورية الكونغو الديمقراطية دعمًا ماليًا من الحكومة لتخفيف العواقب الاقتصادية لجائحة فيروس كورونا.

### 18 يونيو
أعلن الأمين العام للحزب الشيوعي الصيني شي جين بينغ أن بعض الدول الأفريقية لن يكون عليها سداد القروض ذات الفائدة الصفرية التي دفعتها الصين قبل نهاية العام وذلك لمساعدة القارة الأفريقية على الشفاء من فيروس كورونا.

### 19 يونيو
في زيمبابوي، أُلقِي القبض على وزير الصحة عبيدة مويو بتهمة الفساد فيما يتعلق بتزويد الدولة بمعدات الحماية اللازمة لمكافحة تفشي فيروس كورونا. سيمثل أمام المحكمة يوم 20 يونيو.

### 21 يونيو
في المغرب، أُنشِأ مشفى ميداني جديد لعلاج المزيد من المصابين وسط تصاعد عدد حالات الإصابة في الدولة.

### 23 يونيو
بدأت التجارب الأولى للقاح محتمل لفيروس كورونا في جنوب أفريقيا ما يجعلها أول تجارب تُجرَى في القارة الأفريقية. أعلنت شركة الأدوية جنوب الأفريقية أسبين فارماكير أيضًا أنها قادرة على إنتاج 10 ملايين قرص ديكساميثازون في شهر واحد.

### 24 يونيو
أعلن وزير مالية جنوب أفريقيا تيتو مبويني أنه من المتوقع أن ينكمش اقتصاد الدولة بنسبة 7.2% في 2020، وهو أكبر انخفاض منذ 90 عامًا.

### 25 يونيو
أعلن رئيس السنغال ماكي سال أنه سيعزل نفسه مدة أسبوعين بعد ملامسته لشخص ثبتت إصابته لاحقًا بكوفيد-19.

### 26 يونيو
أعلنت السلطات في جنوب أفريقيا أنه سيُسمَح للكازينوهات ودور السينما بإعادة الفتح اعتبارًا من 29 يونيو.

### 29 يونيو
كشفت وزارة السياحة الكينية أن الدولة قد فقدت أكثر من 750 مليون دولار من عائدات السياحة كنتيجة مباشرة للقيود المفروضة على فيروس كورونا.
صرحت السلطات النيجيرية أن سيُسمَح بالسفر بين الولايات اعتبارًا من 1 يوليو، وأن الطلاب الذين كان من المقرر تخرجهم في الصيف سيعودون إلى المدرسة من أجل التحضير للامتحانات. 

## ردود الفعل والتدابير في القارتين الأمريكيتين

### 5 يونيو
أعلن حاكم ولاية كاليفورنيا جافين نيوسوم أن صناعة الترفيه في الولاية يمكن أن تستأنف إنتاج الأفلام والتلفزيون والموسيقى في 12 يونيو بعد إغلاق استمر ثلاثة أشهر ونصف. على أي حال، سيتعين على الاستيديوهات والنقابات العمالية الالتزام ببروتوكولات السلامة الجديدة الصادرة عن مديرية الصحة العامة في كاليفورنيا لحماية العمال من انتشار كوفيد-19.

### 9 يونيو
أعربت المديرة الإقليمية لمنظمة الصحة العالمية في القارتين الأمريكتين، كاريسا إيتيني، عن قلقها حول ازدياد عدد حالات الإصابة بفيروس كورونا في أمريكيا اللاتينية بما في ذلك البرازيل والمكسيك والبيرو.
في البرازيل، أمرت المحكمة الفيدرالية العليا الرئيس جايير بولسونارو بجعل بيانات فيروس كورونا متاحة للعامة، وذلك بعد أن أزال وزير الصحة ملفات من الإطار العام في عطلة نهاية الأسبوع.
أعلن المكتب القومي للأبحاث الاقتصادية أن الولايات المتحدة قد دخلت رسميًا أول ركود اقتصادي منذ 2009.
تشير الأبحاث التي أجرته مدرسة طب هارفرد إلى أن كوفيد-19 من الممكن أن يكون قد انتشر إلى الصين في قت مبكر أغسطس 2019. استشهد الباحثون بصور أقمار صناعية لحركات مشافي وبيانات محرك البحث، رفضت السلطات الصينية هذه الادعاءات على الفور، ووصفتها بأنها «سخيفة».
أبلغ وزير التخطيط الفنزويلي ريكاردو مينينديز وسائل الإعلام الحكومية أن الرحلات الجوية التي تحمل مساعدات حيوية تخص كوفيد-19 من إيران قد وصلت إلى الدولة يوم الاثنين.

### 10 يونيو
سمحت ساو باولو، وهي أكثر ولايات البرازيل اكتظاظًا بالسكان، بإعادة فتح المتاجر وتستعد لإعادة فتح المولات على الرغم من أن البرازيل تأتي في المرتبة الثالثة عالميًا من حيث عدد حالات الوفاة بفيروس كورونا. صوت أعضاء اللجنة في ريو دي جانيرو على بدأ عملية عزل الحاكم ويلسون ويتزل للاشتباه بزيادة إسعار شراء أجهزة التنفس الاصطناعي والمعدات الطبية الأخرى اللازمة لمحاربة تفشي كوفيد-19.
ستستأنف رحلات المهاجرين الغواتيماليين من الولايات المتحدة بمعدل مرتين في الأسبوع بعد إيقافها بسبب لجائحة فيروس كورونا.
وفقًأ لمفوض الدوري الأمريكي لكر القدم دون غاربر، سيستأنف الدوري الأمريكي لكرة القدم اعتبارًا من 8 يوليو من خلال إقامة بطولة دون جمهور.

### 11 يونيو
أعلن مؤتمر الأمم المتحدة للتجارة والتنمية أنه من المتوقع أن تنخفض التجارة الدولية بنحو 27% في الربع الثاني، وبنحو 20% سنويًا.
سيُطلب من الركاب في نظام نقل العام في تورينتو ارتداء أغطية الوجه اعتبارًا من 2 يوليو.
أعلنت عمدة مدينة مكسيكو كلوديا شينباوم هدفها بإجراء 100,000 فحص شهريًا في طليعة خطة المدينة لتخفيف قيود فيروس كورونا.
كشفت وزارة العمل الأمريكية أن 1.54 مليون أمريكي قد تقدموا بطلب للحصول على إعانة البطالة في الأسبوع الماضي ما رفع العدد الإجمالي منذ منتصف مارس إلى أكثر من 44 مليون. يأتي هذا في الوقت الذي تشير فيه البيانات من جامعة جونز هوبكنز إلى وجود أكثر من مليوني حالة إصابة بفيروس كورونا في الولايات المتحدة.
كشفت شركة موديرنا الأمريكية عن خطط لبدء تجارب لقاحات فيروس كورونا على البشر في يوليو.

### 12 يونيو
صرّحت منظمة الصحة العالمية أن فيروس كورونا كان يؤثر على القارتين الأمريكيتين بشدة، إذ أكّد كبير خبراء الطوارئ في المنظمة مايك رايان كيف أن الفيروس «نشط للغاية» في أمريكا اللاتينية.
أعلن رئيس الوزراء الكندي جاستن ترودو أنه سيكون إلزاميًا على شركات الطيران إجراء فحوصات درجة الحرارة لجميع الركاب قبل وصولهم إلى كندا، وأنه لن يُسمَح للركاب ذوي درجات الحرارة المرتفعة بالصعود إلى الطائرة.
أكد حاكم بورتوريكو واندا فازكيز غارسيد إعادة فتح دور السينما، والصالات الرياضية، والشواطئ، والكنائس، في جميع أنحاء الإقليم اعتبارًا من 16 يونيو.

### 13 يونيو
استبدِل وزير الصحة التشيلي خايمي مانياليتش بسبب الجدل القائم حول إبلاغ الدولة عن حالات الإصابة بفيروس كورونا.
كشفت عمدة مدينة مكسيكو كلوديا شينباوم عن خططها لتخفيف قيود الإغلاق الناجم عن فيروس كورونا في المدينة. وسيسمح لوسائل النقل العام والسيارات بالعودة إلى الطرق اعتبارًا من الأسبوع القادم، وسيُسمَح بإعادة فتح الأسواق، ومراكز التسوق، والمطاعم، ودور العبادة، بعد أسبوع بسعات منخفضة. ستسمح بعض المناطق الإدارية في المكسيك والتي تشهد أعدادًا متناقصة من حالات الإصابة بفيروس كورونا، بالإضافة إلى عدد مقبول من أسرة المستشفيات الاحتياطية، بإعادة فتح الفنادق والمرافق الترفيهية الأخرى بشكل تدريجي اعتبارًا من 22 يونيو.
صرح المستشار الاقتصادي للرئيس الأمريكي دونالد ترامب، لاري كودلو، أن إدارة ترامب ليست قلقة من حدوث موجة ثانية محتملة من فيروس كورونا في الدولة. 

### 14 يونيو
كشف وزير المالية التشيلي عن حزمة تحفيز اقتصادي بقيمة 12 مليار دولار لمساعدة الدولة في التقليل من آثار جائحة فيروس كورونا على الاقتصاد.
أعلن رئيس السلفادور نجيب أبو كيلة أنه من المحتمل إعادة فتح اقتصاد الدولة على مراحل اعتبارًا من 16 يونيو، على الرغم من أن المطار الرئيسي للدولة لن يُعاد فتحه حتى 6 أغسطس.
في الولايات المتحدة، سيُفحَص اللاعبون والموظفون في الرابطة الوطنية لكرة السلة (إن بي أي) للكشف عن كوفيد-19 مرة كل يومين قبل استئناف الموسم في أورلاندو اعتبارًا من 23 يونيو.  

### 15 يونيو
مددت حكومة تشيلي إجراءات «حالة الكوارث» في الدولة مدة 90 يومًا استجابة للازدياد المتسارع في أعداد حالات الإصابة بفيروس كورونا.
كشف حاكم نيويورك أندرو كومو أن أجزاء مدينة نيويورك الموضوعة تحت حالة الطوارئ ستسمح بالتجمعات التي تصل إلى 25 شخصًا.
عكست إدارة الغذاء والدواء الأمريكية قرارها حول السماح بمصادقة الطوارئ على عقار الملاريا هيدروكسي كلوروكوين، وذلك بعد أن شكك العلماء بفعاليته في علاج كوفيد-19.
أعلن منظمو حفل توزيع جوائز الأوسكار 2021 عن تأجيل موعد الحفل حتى 25 أبريل بعد أن كان الموعد الأصلي المقرر له في 28 فبراير، وذلك نتيجة مخاوف من فيروس كورونا. 

### 16 يونيو
حذرت كاريسا إيتيني، وهي المديرة الإقليمية لمنظمة الصحة العالمية في القارتين الأمريكيتين، في مؤتمر صحفي من أن جائحة كوفيد-19 لا تزال تتسارع في كلتا القارتين.
مُدِّد إغلاق حدود الولايات المتحدة مع كندا والمكسيك حتى 21 يوليو.
ستمنع الخطوط الجوية في الولايات المتحدة الركاب الذين يرفضون ارتداء غطاء الوجه من الصعود على متن رحلاتها.
أكد منظمو بطولة أمريكا المفتوحة للتنس 2020 أن الفعالية ستٌجرّى في 31 أغسطس كما هو مقرر لها، على الرغم من أن جميع المباريات ستكون دون جمهور.
أُلغِي معرض أيداهو الغربية لعام 2020، وهو أكبر فعالية في الولاية، لأول مرة منذ عام 1935 بسبب الجائحة، ولكن بالعودة إلى جذوره ومن أجل خطط لوجستية مرنة متعلقة بالصحة العامة خُفِّض حجم ومنافسات ومبيعات معرضي الشباب التابعين لمنظمة 4-H  ومنظمة مزارعين مستقبل أمريكيا بشكل كبير.  

### 17 يونيو
في العاصمة التشيلية سانتياغو، فرضت الحكومة قيود إغلاق أكثر صرامة ما يعني أنه لا يُسمَح للأشخاص بمغادرة منازلهم إلا مرتين في الأسبوع، مع فرض غرامات باهظة إن اكتشِف انتهاكهم للقواعد، وذلك استجابة لتسجيل الدولة أكثر من 200,000 حالة إصابة بفيروس كورونا.
أعلن رئيس هندوراس خوان أورلاندو هيرنانديز ثبوت إصابته بكوفيد-19، وأنه سيعمل بالتالي من المنزل.
في الولايات المتحدة، أعادت محمية نافاجو فرض إغلاق صارم على مواطنيها خلال عطلة نهاية الأسبوع استجابة لزيادة عدد حالات الإصابة بفيروس كورونا في ولاية أريزونا التي تشترك معها بالحدود.

### 18 يونيو
صرح رئيس الولايات المتحدة دونالد ترامب أن الولايات المتحدة لن تعيد فرض قيود الإغلاق على الرغم من إبلاغ عدد من الولايات عن زيادة عدد حالات الإصابة بفيروس كورونا ما يسلط الضوء على العواقب الاقتصادية الهائلة التي قد تترتب على مثل هذا الإجراء.
كشفت وزارة العمل الأمريكية أن 1.5 مليون أمريكي قد تقدموا بطلب للحصول على إعانة البطالة في الأسبوع الماضي ما رفع العدد الإجمالي للأشخاص الذين فقدوا وظائفهم خلال الجائحة إلى أكثر من 45 مليون شخص.
أصدرت السلطات الصحية في ولاية كاليفورنيا الأمريكية قانونًا جديدًا يلزم جميع السكان بارتداء أغطية الوجه خارج منازلهم.
أعلن عمدة نيويورك بيل دي بلاسيو أن المدينة ستنتقل إلى المرحلة الثانية من إعادة الفتح في 22 يونيو بعد أشهر من قيود الإغلاق بسبب فيروس كورونا. سيُسمَح للأعمال التجارية غير الأساسية بما في ذلك مصففي الشعر والمكاتب بإعادة الفتح في إطار تخفيف القيود.

### 19 يونيو
أعلن وزير الصحة في كوستاريكا دانيال سالاس أن برنامج إعادة فتح الدولة سيتوقف مؤقتًا استجابة لارتفاع عدد حالات الإصابة بفيروس كورونا.  
استبدِل رئيس غواتيمالا أليخاندرو غياماتي وزير الصحة هوغو مونروي وثلاثة من نوابه.  
أعلن عمدة مقاطعة كولومبيا موريل باوزر أن واشنطن العاصمة ستدخل المرحلة الثانية من خطة إعادة الفتح في الأسبوع القادم والتي ستسمح للمتاجر والمطاعم غير الأساسية باستقبال الناس في الداخل في ظل إرشادات تباعد اجتماعي صارمة.

### 20 يونيو
حذرت الممثلة الخاصة للأمم المتحدة في هايتي، هيلين لا لايم، من أن جائحة فيروس كورونا تؤدي إلى تفاقم الوضع الإنساني في هايتي مشيرة إلى أن الدولة في حاجة ماسة للمساعدة المالية من المجتمع الدولي من أجل تحفيز الاقتصاد.
أعلن عمدة مدينة مكسيكو كلوديا شينباوم أن السلطات قد أجلت إعادة الفتح المُقرَّرة لاقتصاد المدينة بسبب ارتفاع عدد حالات الإصابة وارتفاع معدل انشغال أسرة المشافي.

### 21 يونيو
أخبر رئيس الولايات المتحدة دونالد ترامب أنصاره في تجمع حاشد في تولسا بولاية أوكلاهوما أنه قد طلب من السلطات الصحية إبطاء معدل فحص كوفيد-19. صرح متحدث باسم البيت الأبيض لاحقًا أن ترامب كان «يمزح».

### 22 يونيو
أعلن منظمو حفل توزيع جوائز غولدن غلوب لعام 2021 عن تأجيل موعد الحفل حتى 28 فبراير بسبب جائحة فيروس كورونا.
في مدينة نيويورك، أعادت المطاعم فتح مناطق الجلوس في الخارج، وسُمِح أيضًا بإعادة فتح منافذ البيع بالتجزئة.

### 23 يونيو
بدأت التجارب السريرية في البرازيل للقاح محتمل لفيروس كورونا قد طورته جامعة أكسفورد وشركة أسترا زينيكا للأدوية، وشملت أكثر من 3000 مشارك في مدينتي ريو دي جانيرو وساو باولو.

### 24 يونيو
كشف صندوق النقد الدولي أنه من المتوقع أن ينكمش الاقتصاد العالمي بنسبة 4.9% كنتيجة مباشرة لجائحة فيروس كورونا، أي نحو 2% أكثر مما كان متوقعًا في أبريل، مع خسائر اقتصادية تقدر بنحو 12 تريليون دولار. 
أعلنت شركة أبل عن إغلاق سبعة متاجر في مدينة هيوستن بسبب ارتفاع عدد حالات الإصابة بفيروس كورونا في الولايات المتحدة.
أعلن حاكم واشنطن جاي إنسلي أنه سيكون إلزاميًا على جميع السكان ارتداء أغطية الوجه في الأماكن العامة بعد زيادة عدد حالات الإصابة.
أعلن منظمو ماراثون مدينة نيويورك عن إلغاء فعالية 2020 بسبب جائحة فيروس كورونا. أصدر حاكم ولاية نيويورك أندرو كومو أيضًا بيانًا جنبًا إلى جنب مع حاكم ولاية نيوجيرسي فيل مورفي وحاكم ولاية كونيتيكت نيد لامونت حول أن أي شخص يصل من ولايات ذات معدلات إصابة عالية بفيروس كورونا يجب عليه الخضوع لحجر صحي إلزامي مدة 14 يومًا فور وصوله وذلك نتيجة لتزايد عدد حالات الإصابة.

### 25 يونيو
كشفت السلطات الصحية في الولايات المتحدة أن ما يصل إلى 20 مليون أمريكي يمكن أن يكونوا قد أصيبوا بكوفيد-19، رغم أن الأرقام الرسمية تشير إلى تسجيل 2.3 مليون حالة إصابة فقط.
أعلن حاكم ولاية كاليفورنيا جافين نيوسوم حالة الطوارئ في الميزانية بعد أن كشفت الولاية أنها تتوقع حدوث عجز في الميزانية يبلغ 54 مليار دولار. أعلنت ديزني لاند بولاية كاليفورنيا أنها اضطرت إلى تأجيل خطط إعادة فتحها في 17 يوليو بسبب ارتفاع عدد حالات الإصابة بفيروس كورونا في ولاية كاليفورنيا.
صرح حاكم ولاية تكساس جريج أبوت أن السلطات قررت مؤقتًا إيقاف إعادة فتح الشركات في الولاية نتيجة لارتفاع عدد حالات الإصابة بفيروس كورونا.
أعلنت شركة مايسيز الأمريكية أن نحو 4,000 موظفًا قد فقدوا وظائفهم بسبب الآثار الاقتصادية لجائحة فيروس كورونا.

### 26 يونيو
أعلن رئيس الأرجنتين ألبرتو فرنانديز عن تطبيق قيود أكثر صرامة في العاصمة بوينس آيرس استجابة للزيادة الكبيرة في عدد حالات الإصابة. 
كشف وزير الصحة في كوستاريكا دانيال سالاس أن الدولة ستعيد فتح حدودها للمسافرين الدوليين من بعض البلدان ذات معدلات الانتقال المنخفضة في 1 أغسطس. يأتي ذلك في الوقت الذي قدم فيه البنك الدولي قرضًا بقيمة 300 مليون دولار لحكومة كوستاريكا للتخفيف من العواقب الاقتصادية للجائحة.
تشير البيانات إلى أن الاقتصاد المكسيكي قد تقلص بنحو 17% كنتيجة مباشرة للقيود المفروضة خلال جائحة فيروس كورونا ما يجعله أكبر انكماش في تاريخ الدولة.
أعلن نائب رئيس الولايات المتحدة مايك بنس أن 16 ولاية تشهد ارتفاعًا في عدد حالات الإصابة بفيروس كورونا ما أثار مخاوف من حدوث موجة ثانية للفيروس. يأتي ذلك مع حدوث أكبر زيادة في عدد حالات الإصابة حتى تاريخ أمس.
أعلنت شركة الخطوط الجوية الأمريكية أن الرحلات الجوية ستُستأنَف بكامل طاقتها اعتبارًا من 1 يوليو. أعلن حاكم ولاية تكساس جريج أبوت عن إجبار الحانات على الإغلاق، وسيتعين على المطاعم تقليل سعتها مع زيادة عدد حالات الإصابة بفيروس كورونا في الولاية. يجب أيضًا أن توافق السلطات المحلية على التجمعات الخارجية التي تضم أكثر من 100 شخص.

### 27 يونيو
أعلنت وزارة الصحة البرازيلية أن الدولة قد أنفقت 127 مليون دولار من أجل إنتاج لقاح لفيروس كورونا قد طورته شركة أسترازينيكا وجامعة أكسفورد.
أعلنت السلطات في البيرو عن تخفيف قيود الإغلاق في معظم المناطق بما في ذلك العاصمة ليما. سيُسمَح للبنوك ومحلات السوبر ماركت بإعادة الفتح بسعة منخفضة، وسيُطلَب من الأشخاص ارتداء غطاء للوجه والحفاظ على مسافة اجتماعية تبلغ مترًا واحدًا. على الرغم من ذلك، أكدت الحكومة استمرار حظر التجول في الدولة، وأن الحدود الدولية ستبقى مغلقة.

### 28 يونيو
تشير البيانات التي جمعتها جامعة جونز هوبكنز في الولايات المتحدة إلى أن العدد العالمي للوفيات الناجمة عن كوفيد-19 قد تجاوز 500,000، مع إصابة أكثر من 10 ملايين شخص.
أعيد فتح كاتدرائية القديس باتريك في مدينة نيويورك من أجل قداس الأحد بسعة منخفضة، وفي ظل تباعد اجتماعي صارم في المكان.

### 29 يونيو
أعلن حاكم ساو باولو جواو دوريًا أنه يتوقع الحصول على موافقة من المنظم الفيدرالي في البرازيل لتجربة لقاح محتمل لكوفيد-19 قد طورته الشركة الصينية سينوفيك بيوتيك. يأتي ذلك في الوقت الذي حثت فيه منظمة الصحة العالمية السلطات الفيدرالية وسلطات الولايات على العمل عن بتعاون أكبر من أجل مكافحة الجائحة في البرازيل.
حث رئيس الوزراء الكندي جاستن ترودو الكنديين على توخي الحذر لأن الدولة تعيد فتح اقتصادها ببطء.
حث حاكم نيويورك أندرو كومو دونالد ترامب على التوقيع على أمر تنفيذي يلزم بارتداء غطاء الوجه في الأماكن العامة. مددت المسارح في برودواي في نيويورك إغلاقها حتى يناير 2021.
أعلنت مقاطعة لوس أنجلوس عن إغلاق الشواطئ خلال عطلة نهاية الأسبوع في 4 يوليو، يوم الاستقلال، وذلك بعد الازدياد اليومي المستمر في عدد حالات الإصابة.

### 30 يونيو
مددت السلطات الكندية حظر السفر إلى الخارج حتى 31 يوليو، و14 يومًا إلزاميًا على جميع المسافرين القادمين، بما فيهم المواطنون، حتى 31 أغسطس، وذلك في محاولة لإبطاء انتشار فيروس كورونا.
في الولايات المتحدة، حذر مدير المعهد الوطني للحساسية والأمراض المعدية أنتوني فوسي من أن عدد حالات الإصابة بفيروس كورونا في الولايات المتحدة يمكن أن تصل إلى نحو 100,000 إصابة يوميًا إذا لم يلتزم الناس بتوصيات الصحة العامة.
أمر حاكم ولاية أريزونا دوج دوسي الحانات، وصالات الألعاب الرياضية، ودور السينما، وبعض الشركات الأخرى غير الأساسية، بالإغلاق مدة ثلاثين يومًا بعد زيادة حالات الإصابة بكوفيد-19. ستُحظَر أيضًا الفعاليات التي تتضمن أكثر من خمسين شخصًا.
أضاف حاكم نيويورك أندرو كومو ثماني ولايات أخرى إلى الولايات التي يجب على القادمين منها أن يخضعوا لحجر صحي إلزامي مدة 14 يومًا. هذه الولايات هي: كاليفورنيا، وجورجيا، وأيوا، وأيداهو، ولويزيانا، والميسيسبي، ونيفادا، وتينيسي.

## ردود الفعل والتدابير في شرق البحر الأبيض المتوسط

### 9 يونيو
استغنت شركة طيران الإمارات -الناقل الوطني لدولة الإمارات العربية المتحدة- عن مئات الطيارين وطواقم الطائرات، مع بعض التقارير التي تثير مخاوف من احتمال تقليص القوى العاملة للشركة بمقدار الثلث بسبب انخفاض السفر الجوي خلال وباء فيروس كورونا.

### 11 يونيو
أعلنت السلطات المصرية إعادة فتح بعض الوجهات السياحية للزوار الدوليين اعتبارًا من 1 يوليو في مناطق البلاد التي تقل فيها معدلات انتقال فيروس كورونا.

### 12 يونيو
أُعيد فتح مطار رفيق الحريري الدولي في بيروت-لبنان أمام الرحلات التجارية اعتبارًا من 1 يوليو.

### 13 يونيو
أعلن الرئيس الإيراني حسن روحاني أن بلاده سوف تعيد فرض قيود إغلاق بسبب فيروس كورونا من أجل منع زيادة أخرى في الحالات في البلاد في حال عدم تُتبع القواعد الحالية.

### 14 يونيو
أعيد افتتاح جميع المطارات في مصر اعتبارًا من 1 يوليو وفقًا لوزير الطيران المصري.
في عمان، شكل السلطان لجنة من أجل معالجة التداعيات الاقتصادية لوباء فيروس كورونا في البلاد.
في العاصمة السعودية الرياض، أُغلقت سفارتي اليمن والفلبين مؤقتًا للتعقيم بعد أن ثبت إصابة عدد من الموظفين في كلا المبنيين بفيروس كورونا.

### 15 يونيو
أصدرت منظمة الصحة العالمية واليونيسف تقريرًا مشتركًا يحذران فيه من أن أكثر من 50000 طفل في الشرق الأوسط وشمال إفريقيا قد يموتون بسبب فيروس كورونا.
في المنطقة الصناعية بالعاصمة القطرية الدوحة، ألغت السلطات ضرورة الحصول على تصاريح الدخول والخروج. ودخلت قطر المرحلة الأولى من تخفيف قيود الإغلاق بسبب فيروس كورونا، إذ قد يُسمح بإعادة فتح بعض المتاجر وأماكن العبادة غير الأساسية.
أعلنت السلطات في الإمارات العربية المتحدة أنه سوف يُسمح للمقيمين بالسفر إلى مواقع محددة اعتبارًا من 23 يونيو، على الرغم من تمديد العاصمة أبو ظبي الحظر الذي يقيد الحركة داخل وخارج المدينة لمدة أسبوع إضافي. أعلنت السلطات أيضًا أنه سوف يُسمح للمقيمين بالسفر إلى البلدان التي تعتبرها الحكومة منخفضة الخطورة لانتقال فيروس كورونا اعتبارًا من 23 يونيو.

### 16 يونيو
أعربت منظمة العفو الدولية الخيرية عن مخاوفها بشأن انتهاكات الخصوصية المحتملة التي تنطوي على تطبيقات تتبع الاتصال بحالات فيروس كورونا التي تستخدمها الكويت والبحرين.

### 17 يونيو
وجدت دراسة أجرتها الحكومة في تونس أن اقتصاد البلاد يمكن أن ينكمش بنسبة تصل إلى 6.7% نتيجة مباشرة لقيود فيروس كورونا، إذ من المتوقع أن يفقد 275 ألف شخص وظائفهم.

### 18 يونيو
كشفت الحكومة الأردنية نتائج دراسة تشير إلى أن معدل البطالة في البلاد قد يرتفع إلى 19% وأن الاقتصاد قد يتقلص بنسبة تصل إلى 3.5% في عام 2020 بسبب الوباء. ووجد تقرير صادر عن الأمم المتحدة أن العديد من المواطنين يكافحون من أجل تلبية الاحتياجات الأساسية.
أعلنت حكومة الكويت أنه اعتبارًا من 21 يونيو، سوف تُخفف ساعات حظر التجول، وسوف يُسمح للسكان الذين يعانون من ظروف صحية حرجة بالتنقل بحرية في جميع أنحاء البلاد. وقالت الحكومة أيضًا إن المرحلة الأولى الحالية من إعادة الافتتاح سوف تبقى سارية لأسبوع إضافي.
كشف الرئيس التنفيذي للخطوط الجوية القطرية أكبر الباكر، أن الشركة لن تقوم بشراء أي طائرة جديدة حتى عام 2022 نتيجة التبعات المالية لوباء فيروس كورونا.

### 19 يونيو
أُعلن عن إعادة فتح المساجد في مدينة مكة السعودية اعتبارًا من 21 يونيو بعد إغلاقها قبل ثلاثة أشهر بسبب تفشي الوباء.

### 20 يونيو
أعلن رئيس وزراء دولة فلسطين محمد اشتية أنه سوف تُغلق مدينتي الخليل ونابلس لمنع انتشار فيروس كورونا.
أكدت السلطات في المملكة العربية السعودية أن حظر التجول في البلاد سيرفع في 21 يونيو وأن جميع الأنشطة الاقتصادية سيسمح لها بالاستمرار.

### 21 يونيو
رفعت السلطات في المملكة العربية السعودية إغلاق البلاد بسبب تفشي فيروس كورونا وسمحت بإعادة فتح الشركات بما في ذلك مصففي الشعر ودور السينما. وأعلنت وزارة السياحة السعودية عن خطط لإطلاق صندوق تنمية السياحة بقيمة 4 مليارات دولار لتحفيز اقتصاد البلاد.
في الإمارات العربية المتحدة، سُمح للزوار الدوليين بالسفر إلى دبي اعتبارًا من 7 يوليو، مع مطالبة جميع المسافرين بتقديم دليل على نتيجة اختبار سلبية لكوفيد-19 أو سوف يُختبروا في المطار.

### 22 يونيو
أعلنت السلطات في المملكة العربية السعودية أن فريضة الحج سوف تكون «محدودة للغاية» في يوليو، على أن يكون الحج إلى مكة مخصصًا حصريًا للمقيمين السعوديين بسبب مخاوف من انتقال فيروس كورونا إذا حضر عدد كبير من الحجاج.
في الإمارات العربية المتحدة، أعلنت أبو ظبي أن بإمكان السكان الآن التنقل بحرية بين مدن الإمارة اعتبارًا من 23 يونيو ووسعت القيود على دخول غير المقيمين إلى المدينة.

### 23 يونيو
أعلن رئيس الوزراء المصري مصطفى مدبولي أن حظر التجول الليلي في البلاد سوف ينتهي في 27 يونيو. وفي نفس التاريخ، سوف يُسمح للمطاعم بإعادة فتح أبوابها بسعة مخفضة، ويمكن فتح أماكن العبادة للصلاة اليومية.
أعلنت حكومة عمان أنه سوف يُسمح للمراكز التجارية والمصانع والشركات غير الأساسية مثل وكالات السفر والوكلاء العقاريين بإعادة فتح أبوابها اعتبارًا من 24 يونيو، على الرغم من ضرورة الحفاظ على مسافة اجتماعية تبلغ مترين بين العملاء والموظفين.

### 24 يونيو
أعادت السلطات الصحية في إسرائيل فرض قيود الإغلاق في مدينة طبريا وبلدة إلعاد بعد ارتفاع عدد الحالات.
أعلنت الخطوط الجوية القطرية أن الرحلات اليومية إلى العاصمة اللبنانية بيروت سوف تُستأنف اعتبارًا من 1 يوليو بعد أن عُلقت سابقًا بسبب مخاوف من فيروس كورونا.

### 25 يونيو
أعلنت شركة الطيران الوطنية لمصر للطيران أن الشركة ستستأنف الرحلات الداخلية والدولية اعتبارًا من يوليو.
صرح رئيس الوزراء الإسرائيلي بنيامين نتنياهو أن عددًا من الشركات الإسرائيلية سوف تتعاون مع شركتين خاصتين من الإمارات العربية المتحدة في مشاريع طبية مختلفة، بما في ذلك بعض الشركات المرتبطة بفيروس كورونا.

### 26 يونيو
وافق صندوق النقد الدولي على قرض بقيمة 5.2 مليار دولار لمساعدة مصر على التعافي من جائحة فيروس كورونا.

### 27 يونيو
رفعت السلطات في مصر بعض قيود فيروس كورونا في جميع أنحاء البلاد، بما في ذلك السماح بإعادة فتح أماكن العبادة والمطاعم وصالات الألعاب الرياضية والمسارح بسعة مخفضة. ورُفع حظر التجول الليلي في البلاد أيضًا. 
حذر المرشد الأعلى لإيران علي خامنئي من تفاقم الأزمة الاقتصادية في البلاد إذا حدثت موجة ثانية من الإصابات بفيروس كورونا في البلاد. 

### 28 يونيو
أعلن الرئيس الإيراني حسن روحاني أن ارتداء أقنعة الوجه سوف يكون إلزاميًا في بعض أنحاء البلاد اعتبارًا من الأسبوع المقبل. وذكر روحاني أن إيران كانت تواجه أصعب عام في تاريخ البلاد نتيجة جائحة فيروس كورونا والعقوبات الأمريكية ضدها. 

### 29 يونيو
أعلنت حكومة البحرين أنها ستدفع 50% من رواتب موظفي الشركات الخاصة المتضررين من جائحة فيروس كورونا.
كشفت السلطات في قطر أنه سوف يجري تخفيف المزيد من قيود فيروس كورونا اعتبارًا من 1 يوليو، بما في ذلك إعادة فتح المطاعم والشواطئ والمكاتب بسعة 50%. وسوف يُسمح بالتجمعات لما يصل إلى خمسة أشخاص.
في الإمارات العربية المتحدة، أُعلن أن جميع موظفي الحكومة سوف يعودون إلى العمل اعتبارًا من 5 يوليو، على الرغم من استمرار إجراءات التباعد الاجتماعي. 

## ردود الفعل والتدابير في أوروبا

### 8 يونيو
أعلنت وزيرة الداخلية البريطانية بريتي باتيل أنه سوف يتعين على جميع الأشخاص الذين يدخلون المملكة المتحدة تقديم عنوان يمكنهم من خلاله عزل أنفسهم لمدة 14 يومًا أو مواجهة غرامة قدرها 1000 جنيه استرليني. يشمل المسافرون المستثنون من هذا الحكم أي شخص يصل من جمهورية أيرلندا أو جزر القنال أو جزيرة مان، والعاملين في النقل البري والقطاعات الطبية الذين يقدمون الرعاية الأساسية.

### 9 يونيو
أعلنت النمسا إعادة فتح حدودها مع إيطاليا وأكثر من 20 دولة أوروبية أخرى الأسبوع في المقبل.
أعلنت الحكومة الأذربيجانية تمديد إغلاق البلاد بسبب فيروس كورونا حتى الأول من يوليو. وعلى الرغم من أن الحدود ستظل مغلقة، فسوف يُسمح باستئناف الرحلات الجوية الداخلية اعتبارًا من 15 يونيو.
أعلن وزير المالية الفرنسي برونو لو مير عن 15 مليار يورو (16.9 مليار دولار) من أموال الإنقاذ لصناعة الطيران، بما في ذلك شركة إيرباص لصناعة الطائرات وشركة الخطوط الجوية الفرنسية. أيضًا في فرنسا، سوف يُعاد فتح برج إيفل للجمهور في 25 يونيو بعد أكثر من ثلاثة أشهر من إغلاقه بسبب الإغلاق الناجم عن تداعيات فيروس كورونا.
صرح رئيس رومانيا كلاوس يوهانيس بالحاجة إلى تمديد حالة التأهب في رومانيا إلى منتصف يوليو، على الرغم من أن هذا يجب أن يوافق عليه البرلمان الروماني ليصبح ساريًا بالكامل.
ألغى الرئيس التركي رجب طيب أردوغان أوامر تركيا بالبقاء في المنزل للأشخاص الذين تزيد أعمارهم عن 65 عامًا وللأطفال.
في المملكة المتحدة، كشف مكتب الإحصاءات الوطنية عن وجود 64000 حالة وفاة زائدة في المملكة المتحدة خلال جائحة فيروس كورونا. أكد وزير الأعمال ألوك شارما أنه سوف يُسمح لمنافذ البيع بالتجزئة بالفتح اعتبارًا من 15 يونيو، مع تطبيق قواعد التباعد الاجتماعي.

### 10 يونيو
في النمسا، كشف وزير الخارجية ألكسندر شالنبرغ أنه اعتبارًا من 16 يونيو، لن تكون هناك عمليات تفتيش على طول الحدود الإيطالية ولا متطلبات الحجر الصحي لأكثر من 20 دولة أوروبية أخرى.
قرر رئيس الوزراء البلغاري بويكو بوريسوف تمديد حالة الطوارئ الوبائية في البلاد حتى نهاية الشهر استجابةً لارتفاع عدد الحالات المنتقلة محليًا.
في الدنمارك، أعلنت شركة فوجي-فيلم اليابانية أنها سوف تنفق 928 مليون دولار من أجل توسيع إنتاج علاجات كوفيد-19 في البلاد.
أعلن المسؤولون في المفوضية الأوروبية عن هدفهم تسريع تجارب لقاحات فيروس كورونا التي تشمل الكائنات المعدلة وراثيًا. أعلنت شركات من بينها أسترا زينيكا وجونسون وجونسون عملها على لقاحات محتملة لفيروس كوفيد-19.
قال وزير المالية الفرنسي برونو لو مير إن فرنسا يمكن أن تسرح 800 ألف عامل في أعقاب الوباء، أي ما يعادل 2.8٪ من إجمالي العمالة في البلاد.
سوف يُستجوب رئيس الوزراء الإيطالي جوزيبي كونتي من قبل المدعين في 12 يونيو بشأن طريقة تعامله مع تفشي فيروس كورونا في شمال إيطاليا، وهي واحدة من أكثر المناطق تضررًا في البلاد. يُزعم أن المدعين يحققون في سبب عدم إغلاق المناطق المتضررة بشدة بشكل أسرع، وقد استجوبوا بالفعل حاكم لومباردي الإقليمي ومدير الصحة.
أعلن رئيس الوزراء البولندي ماتيوز مورافيكي أن بولندا سوف تعيد فتح الحدود مع دول الاتحاد الأوروبي الأخرى في 14 يونيو وسوف تسمح برحلات جوية دولية اعتبارًا من 12 يونيو.
قال رئيس الوزراء البريطاني بوريس جونسون إن القرار بشأن توقيت الإغلاق من أجل التصدي لفيروس كورونا في المملكة المتحدة استند إلى أدلة علمية، ردًا على البروفيسور نيل فيرغسون الذي زعم أن عدد الوفيات في بريطانيا بسبب كوفيد-19 كان من المحتمل أن ينخفض إلى النصف إذا حصل الإغلاق قبل أسبوع.

### 11 يونيو
أشارت بيانات من مكتب دعم اللجوء الأوروبي إلى أن طلبات اللجوء في أوروبا انخفضت بنسبة 87% في أبريل، ما يعني أن العدد الإجمالي للطلبات كان في أدنى مستوى منذ عام 2008.
صرح وزير الشؤون الأوروبية الفرنسية الصغيرة أميلي دي مونتشالين أن حزمة التعافي الاقتصادي البالغة 750 مليار يورو التي اقترحها الاتحاد الأوروبي يجب أن يُوافق عليها بحلول نهاية يوليو، إذ تتعامل البلدان في جميع أنحاء أوروبا مع التداعيات المالية لعمليات الإغلاق بسبب فيروس كورونا.
يُسمح الآن لشركات الطيران في النرويج باستئناف الرحلات بطاقتها الكاملة.
حث وزير الدولة البريطاني للصحة والرعاية الاجتماعية مات هانكوك الناس على عدم حضور احتجاجات (حياة السود مهمة- بلاك ليفز ماتر) المقرر عقدها في عطلة نهاية الأسبوع بسبب خطر انتقال فيروس كورونا. أيضًا في المملكة المتحدة، بدأ مطار هيثرو مخططًا طوعيًا للتكرار عن الحاجة استجابةً لانخفاض السفر الجوي أثناء الوباء.

### 12 يونيو
في النرويج، أُعلن أن السفر إلى أيسلندا وفنلندا وجزيرة جوتلاند السويدية سوف يُستأنف اعتبارًا من 15 يونيو، على الرغم من استمرار القيود مع السويد المجاورة.
أعلن وزير الصحة الإسباني سلفادور إيلا أن حالة الطوارئ في منطقة غاليسيا سوف تُرفع في 15 يونيو، ما يجعلها أول منطقة في البلاد تفعل ذلك.
سوف تستأنف شركة بيجاسوس إيرلاينز ومقرها تركيا الرحلات الدولية اعتبارًا من 13 يونيو.
أوقف رئيس أوكرانيا فولوديمير زيلينسكي جميع ارتباطاته الرسمية وسوف يحد من اتصاله بأشخاص آخرين بعد أن ثبتت إصابة زوجته أولينا زيلينسكا بكوفيد-19.
في المملكة المتحدة، أظهرت البيانات كيف انخفض الناتج المحلي الإجمالي البريطاني بنسبة قياسية بلغت 20.4% في أبريل وحده نتيجة مباشرة للقيود المفروضة على الشركات أثناء جائحة فيروس كورونا.

### 13 يونيو
أعلنت فرنسا رفعها جميع القيود الحدودية مع دول شنغن الأخرى اعتبارًا من 15 يونيو، بالإضافة إلى إعادة فتح حدود البلاد تدريجيًا للمسافرين من خارج شنغن اعتبارًا من 1 يوليو. وأكد هذا الخبر وزير الخارجية جان إيف لودريان ووزير الداخلية كريستوف كاستانير.
أعلن وزير الصحة الإيطالي روبرتو سبيرانزا أن إيطاليا وألمانيا وفرنسا وهولندا توصلت إلى اتفاق مع شركة الأدوية البريطانية أسترازينكا من أجل توريد 400 مليون جرعة من لقاحات فيروس كورونا للشركة بتكلفة تزيد عن 800 مليون دولار، بهدف الحصول على الجرعات الأولى. كشفت شركة أسترازينكا كذلك أنها دخلت في مناقشات مع السلطات الصحية في البرازيل والصين واليابان وروسيا فيما يتعلق بتوريد لقاح فيروس كورونا للشركة.

### 14 يونيو
كشفت وزيرة الاقتصاد النمساوية مارجريت شرامبوك أن البلاد تخطط لتقديم المزيد من الإعانات الاستثمارية والإعفاءات الضريبية لمساعدة الشركات المتعثرة في التعامل مع آثار جائحة فيروس كورونا.
أعلن الرئيس الفرنسي إيمانويل ماكرون أن كل الأراضي الفرنسية -بما في ذلك العاصمة باريس- سوف تدخل حالة تأهب منخفضة في 15 يونيو، ما يعني أن المطاعم والمقاهي يمكن أن تعمل في الظروف العادية.
سوف تعيد إسبانيا فتح حدودها أمام دول منطقة شنغن اعتبارًا من 21 يونيو دون الحاجة إلى الخضوع للسياح لحجر صحي إلزامي عند الوصول. سوف يُعاد فتح الحدود مع البرتغال في وقت لاحق في 1 يوليو.
أعلن وزير الخزانة البريطاني ريشي سوناك أن الحكومة سوف تراجع قاعدة التباعد الاجتماعي البالغة مترين المعمول بها حاليًا في المملكة المتحدة، بسبب التقارير التي تشير إلى أنه يمكن توفير ملايين الوظائف إذا تقلصت المسافة، على غرار البلدان الأخرى حول العالم. يأتي ذلك في الوقت الذي حذر فيه المدير الأوروبي لمنظمة الصحة العالمية هانز كلوج من أنه لا ينبغي رفع تدابير إغلاق فيروس كورونا في إنجلترا حتى يعمل مخطط تتبع الاتصال الحكومي بنجاح أكبر.
أعلنت شركة الطيران إيزي جيت ومقرها بريطانيا أن بعض الرحلات الداخلية في المملكة المتحدة سوف تستأنف اعتبارًا من 15 يونيو.

### 15 يونيو
أعلنت رئيسة وزراء فنلندا سانا مارين أنه سوف تسحب سلطات الطوارئ التي أقرها البرلمان الفنلندي بسبب انخفاض حالات الإصابة بفيروس كورونا في البلاد. انتهت حالة الطوارئ في البلاد عند منتصف الليل.
في اليونان، أعيد فتح المطارات الدولية الرئيسية أمام السياح الأجانب، على الرغم من أن الركاب القادمين من البلدان التي يعتبرها الاتحاد الأوروبي عالية الخطورة سوف يتعين عليهم الخضوع للحجر الصحي الإلزامي لمدة 14 يومًا. مُدد الحظر على المسافرين من المملكة المتحدة وتركيا حتى 30 يونيو.
تأجلت الانتخابات العامة في مقدونيا الشمالية إلى 15 يوليو بعد تأجيلها بسبب قيود فيروس كورونا في البلاد.
في إسبانيا، أكدت سفارة المملكة المتحدة في مدريد أنه سوف يُسمح للسائحين البريطانيين بالسفر إلى البلاد اعتبارًا من 21 يونيو، على الرغم من أن السائحين العائدين إلى المملكة المتحدة يجب أن يخضعوا لحجر صحي إلزامي لمدة 14 يومًا عند الوصول. وأُعلن أن إسبانيا تجري محادثات مع شركة الأدوية البريطانية أسترازينكا من أجل شراء لقاح محتمل لفيروس كورونا من الشركة.
مددت وزيرة الصحة السويدية لينا هالينجرين الحظر الذي تفرضه البلاد على زيارة دور رعاية المسنين حتى نهاية أغسطس.
في طاجيكستان، أعيد فتح الشركات غير الأساسية بما في ذلك مراكز التسوق والفنادق والمطاعم خلال أول تخفيف لقيود إغلاق فيروس كورونا في البلاد. أعيد افتتاح الأعمال غير الأساسية في إنجلترا، بما في ذلك المحلات التجارية والمطاعم وأماكن العبادة وحدائق الحيوان بقواعد صارمة للتباعد الاجتماعي بعد إغلاقها لمدة شهرين تقريبًا بسبب قيود الإغلاق بسبب فيروس كورونا.

### 16 يونيو
شجعت السلطات في الدنمارك المتظاهرين ضمن حملة (حياة السود مهمة) في كوبنهاغن على إجراء اختبار كوفيد-19 بعد أن ثبتت إصابة أحد المتظاهرين بالفيروس.
صوت أعضاء الجمعية الوطنية المجرية لصالح إلغاء سلطات الطوارئ الممنوحة لرئيس الوزراء فيكتور أوربان أثناء جائحة فيروس كورونا.
أعلن وزير الصحة التركي فخر الدين قوجة أنه سوف يكون ارتداء أغطية الوجه إالزاميًا في 42 مقاطعة من البلاد.
أُدخلت زوجة رئيس أوكرانيا أولينا زيلينسكا إلى المستشفى في حالة مستقرة بعد أن ثبتت إصابتها بفيروس كوفيد-19.
في المملكة المتحدة، نشر باحثون في جامعة أكسفورد نتائج الدراسات التي شملت عقار ديكساميثازون، ما يشير إلى أن الدواء يمكن أن يسبب انخفاضًا كبيرًا يصل إلى الثلث في معدلات الوفيات الناجمة عن فيروس كورونا بين المرضى الذين يحتاجون إلى التنفس الصناعي، ما يجعله أول نجاح في علاج لفيروس كورونا في العالم. في نفس اليوم، أصدرت وكالة تنظيم الأدوية ومنتجات الرعاية الصحية تعليماتها بالتوقف فورًا عن إجراء التجارب البشرية التي تتضمن عقار الملاريا هيدروكسي كلوروكوين بعد تزايد المخاوف بين المجتمع الدولي بشأن فعالية الدواء في علاج كوفيد-19.
في المملكة المتحدة، أفيد أن أكثر من 600 ألف مواطن فقدوا وظائفهم أثناء إغلاق البلاد بسبب فيروس كورونا، مع ارتفاع عدد الأشخاص المطالبين بإعانات البطالة بأكثر من 23% إلى 2.8 مليون.

### 17 يونيو
أعلن المطورون وراء تطبيق تعقب الاتصال بفيروس كورونا في ألمانيا أنه قد جرى تنزيله 6.5 مليون مرة منذ إطلاقه في 16 يونيو. وفي نفس اليوم، أعلنت شركة كيور-فاك الألمانية أنها مستعدة لبدء التجارب السريرية للقاح محتمل لفيروس كورونا، لتصبح الشركة الثانية في البلاد التي تقوم بذلك. ومددت المستشارة الألمانية أنجيلا ميركل الحظر المفروض على الأحداث الكبرى حتى أكتوبر.
صوت البرلمان البرتغالي على زيادة ميزانية الحكومة بمقدار 4.3 مليار يورو من أجل مساعدة البلاد على التعافي من جائحة فيروس كورونا.
أعلن رئيس الوزراء الإسباني بيدرو سانشيز أنه سوف يُكرم ضحايا فيروس كورونا في البلاد البالغ عددهم 27000 شخص في حفل رسمي يوم 16 يوليو.
أعلنت وزيرة الخارجية السويدية آن ليندي سماح السويد للمقيمين بالسفر لأسباب غير ضرورية إلى عشر دول في الاتحاد الأوروبي اعتبارًا من 30 يونيو، بما في ذلك فرنسا وإيطاليا وإسبانيا.
استؤنف الدوري الإنجليزي الممتاز في إنجلترا بدون جمهور بعد تعليقه سابقًا بسبب مخاوف من فيروس كورونا، إذ حثت الشرطة المشجعين على عدم التجمع خارج الملاعب.
أعلن عمدة لندن صادق خان أنه سوف يحصل على تخفيض بنسبة 10% في الأجور استجابة للوضع المالي المتعثر في لندن نتيجة للوباء.
كشف باحثون في معهد التخنيون الإسرائيلي للتكنولوجيا في حيفا أنهم اخترعوا قناع وجه قابل لإعادة الاستخدام وقادر على قتل فيروس كورونا بالحرارة من خلال استخدام الطاقة من شاحن الهاتف المحمول، وهو أول قناع للوجه يُنتج في جميع أنحاء العالم بمثل تلك المواصفات.

### 18 يونيو
أعلن وزير الصحة التشيكي آدم فويتش أنه سوف تُخفف القيود المفروضة بسبب فيروس كورونا في الأسابيع المقبلة من أجل السماح لمجموعات أكبر من الناس بالتجمع وإعادة فتح أماكن الجذب الترفيهية، وكذلك إزالة ضرورة ارتداء أقنعة الوجه.
سمحت الدنمارك لمواطني دول شنغن بالسفر إلى البلاد اعتبارًا من 27 يونيو، على الرغم من عدم إدراج البرتغال والسويد بسبب ارتفاع معدلات الإصابة.
وجد المكتب الفدرالي للإحصاء في ألمانيا أن صناعة السفر الألمانية تراجعت بنسبة 23% في الربع الأول من عام 2020، ما يجعلها أكبر انخفاض منذ الأزمة المالية لعام 2008.
في كازاخستان، أُغلقت المتاجر والأسواق والحدائق العامة غير الضرورية اعتبارًا من 21 يونيو نتيجة زيادة حالات الإصابة بفيروس كورونا. يأتي ذلك بعد أن ثبتت إصابة الرئيس السابق لكازاخستان نور سلطان نزارباييف بكوفيد-19.
أعلنت الحكومة السلوفينية أن جميع المسافرين الذين يصلون إلى البلاد من صربيا وكوسوفو والبوسنة سوف يتعين عليهم الخضوع للحجر الصحي الإلزامي لمدة 14 يومًا بسبب زيادة حالات انتقال العدوى في البلاد.
سوف تتلقى صناعة السياحة الإسبانية حزمة تحفيز بقيمة 4.25 مليار يورو للمساعدة في التعافي من الوباء.
كشفت وزيرة المالية السويدية ماجدالينا أندرسون أنه من المتوقع أن ينخفض اقتصاد البلاد بنسبة 6% في عام 2020 بسبب جائحة فيروس كورونا.
أعلنت الحكومة البريطانية أن البلاد سوف تتحول إلى استخدام تطبيق تتبع جهات الاتصال الذي طورته غوغل وآبل بعد أن أبرزت التجارب على التطبيق الخاص بالبلاد في جزيرة وايت مشاكل كبيرة في تحديد هواتف آبل.

### 19 يونيو
جرى تنزيل التطبيق الألماني لتتبع الاتصال بفيروس كورونا ما يقرب من 10 ملايين مرة وفقًا للبيانات الحكومية.
كشف التاوسيتش الأيرلندي ليو فارادكار أنه اعتبارًا من 29 يونيو، سوف يُسمح للكنائس ومصففي الشعر والصالات الرياضية بإعادة فتح أعمالها، مع السماح أيضًا بالتجمعات التي تصل إلى 200 شخص في الهواء الطلق و50 شخصًا في الداخل أيضًا. في نفس التاريخ، سوف تُستأنف جميع الأنشطة الرياضية، ومن المتوقع أن تقدم الحكومة 70 مليون يورو في الدعم الاقتصادي للشركات المتضررة من الوباء. أعلن فارادكار أيضًا أن الحجر الصحي الإلزامي لمدة 14 يومًا لأي شخص يصل إلى البلاد سوف يبقى ساريًا حتى 9 يوليو على الأقل.
أعلن نائب رئيس الوزراء البولندي جادويغا إميليفيتشز أنه سوف يُسمح لشركات الطيران بتشغيل الرحلات بكامل طاقتها اعتبارًا من 1 يوليو.
أعلنت السلطات السويسرية أنه سوف يُسمح بالتجمعات التي تصل إلى 1000 شخص اعتبارًا من 22 يونيو.
في المملكة المتحدة، خُفض مستوى التأهب لفيروس كورونا من المستوى 4 إلى المستوى 3، ما يعني أن انتقال الفيروس لم يعد يرتفع.

### 20 يونيو
في فرنسا، أُعلن أنه سوف يُسمح لملاعب كرة القدم بإعادة فتحها بحد أقصى 5000 متفرج اعتبارًا من 11 يوليو.
أعلن رئيس وزراء قيرغيزستان كوباتبك بورونوف أن جميع وسائل النقل العام سوف تتوقف في العاصمة بيشكيك بسبب ارتفاع حالات الإصابة بفيروس كورونا في المدينة.
أعلن رئيس الجبل الأسود ميلو دوكانوفيتش أن الانتخابات العامة في البلاد كانت مقررة في 30 أغسطس نظرًا لوجود عدد قليل نسبيًا من حالات الإصابة بالفيروس في مونتينيغرو.
أعلنت وزيرة الخارجية الإسبانية أرانشا غونزاليس لايا أنه سوف يسمح للسائحين البريطانيين بدخول البلاد اعتبارًا من 21 يونيو دون الاضطرار إلى الخضوع لحجر صحي إلزامي لمدة 14 يومًا عند الوصول، على الرغم من أن أي مسافر يصل إلى المملكة المتحدة ما يزال يتعين عليه الدخول في عزلة ذاتية. وقيل إن القرار قد اتُخذ احترامًا لـ 400 ألف بريطاني يعيشون في إسبانيا. حث رئيس الوزراء الإسباني بيدرو سانشيز السكان على توخي الحذر مع دخول البلاد اليوم الأخير من حالة التأهب التي بدأت في مارس للسيطرة على انتشار فيروس كورونا.
أعلنت شركة الأدوية السويسرية نوفارتيس أنها سوف توقف التجارب على عقار الملاريا هيدروكسي كلوروكين بصفته علاجًا محتملًا لفيروس كوفيد -19 بسبب نقص المتطوعين للتجارب السريرية وبيانات منظمة الصحة العالمية التي تثير تساؤلات حول فعالية الدواء.
فرضت السلطات الصحية التركية حظر تجول على مستوى البلاد بين الساعة 9 صباحًا و3 مساءً يوميًا للحد من انتشار فيروس كورونا أثناء إجراء امتحانات الالتحاق بالمدارس الثانوية.

### 21 يونيو
أُلغي نهائي بطولة أدريا تور للتنس بعد أن ثبتت إصابة اللاعب البلغاري جريجور ديميتروف بفيروس كوفيد-19.
أفادت الأنباء أن الشرطة في مدينة لاهاي الهولندية اعتقلت عدة أفراد رفضوا ترك احتجاجات على قواعد الحكومة للتباعد الاجتماعي.
أعيد فتح حدود إسبانيا أمام السياح الدوليين من المملكة المتحدة وجميع دول شنغن، باستثناء البرتغال. رفعت حالة الطوارئ بالبلاد التي فُرضت في مارس بسبب فيروس كورونا.
في المملكة المتحدة، كشف وزير الخزانة ريشي سوناك عن خطط لخفض ضريبة القيمة المضافة (في أيه تي) من أجل تقليل الأثر الاقتصادي لوباء فيروس كورونا.

### 22 يونيو
أعلن وزير الصحة البلغاري كيريل أنانييف أنه سوف يكون من الضروري مرة أخرى ارتداء أقنعة الوجه في الأماكن العامة الداخلية بعد الزيادة الكبيرة في حالات الإصابة بفيروس كورونا في البلاد.
أعلنت ديزني لاند باريس أنها سوف تفتح جزئيًا اعتبارًا من 15 يوليو مع تقليل عدد الزوار واشتراط ارتداء أقنعة الوجه.
كشف وزير المالية الفرنسي برونو لومير أن السلطات الفرنسية والألمانية كانت تطالب صندوق الإنعاش الأوروبي بدفع 500 مليار يورو من المساعدات المالية المقترحة حتى عام 2022، وليس حتى عام 2024، وهو ما اقترحته الدول الأعضاء الأخرى.
أعلن رئيس وزراء البرتغال أنطونيو كوستا أنه سوف يُعاد فرض بعض القيود المفروضة على فيروس كورونا في العاصمة لشبونة اعتبارًا من 23 يونيو، مع قيود جديدة تقصر التجمعات الاجتماعية على عشرة أشخاص ومتطلبات إغلاق المتاجر والمطاعم قبل الساعة 8 مساءً.
أعلن مسؤولو الصحة في المملكة المتحدة أنه سوف يُفحص لعاب فيروس كورونا في ساوثهامبتون بهدف تحديد حالات تفشي المرض بشكل أسرع.

### 23 يونيو
أعلن قادة الاتحاد الأوروبي أنهم سوف يجتمعون في بروكسل في 17 يوليو لمناقشة حزمة التعافي الاقتصادي المقترحة بقيمة 500 مليار يورو.
صرحت شركة الأدوية الفرنسية سانوفي أنها تهدف إلى الحصول على الموافقة على تطوير لقاح لفيروس كورونا مع شركة غلاكسو سميث كلاين في النصف الأول من عام 2020.
في ألمانيا، أعلن وزير الدولة للصحة في ولاية شمال الراين وستفاليا كارل جوزيف لومان أنه قد وُضعت منطقتي واريندورف وغويترسلوه تحت الإغلاق لمنع مزيد من انتقال الفيروس بعد الإبلاغ عن حالات في مصنع لتعليب اللحوم في المنطقة. ووجد تقرير أن الاقتصاد الألماني قد ينكمش بنسبة تصل إلى 6.5% في عام 2020 نتيجة مباشرة لوباء فيروس كورونا.
في العاصمة الروسية موسكو، أعيد افتتاح المطاعم ودور الحضانة والمرافق الترفيهية بعد أن أعلن عمدة موسكو سيرجي سوبيانين عن تخفيف قيود الإغلاق بسبب فيروس كورونا قبل أسبوعين.
أعلنت السلطات الصحية الإسبانية أنها سوف تحاول تطبيق تتبع حالات الإصابة بفيروس كورونا في جزيرة لا جوميرا اعتبارًا من 26 يونيو.
أعلن رئيس الوزراء البريطاني بوريس جونسون عن تخفيف العديد من قيود الإغلاق اعتبارًا من 4 يوليو، بما في ذلك السماح لأفراد من أسرتين مختلفتين بالالتقاء في الداخل واستبدال قاعدة التباعد الاجتماعي التي يبلغ ارتفاعها مترين بنهج «متر واحد زائد». سوف يُعاد فتح معظم الشركات أيضًا بما في ذلك المطاعم والحانات والفنادق ومصففي الشعر ودور السينما والمتاحف. ومع ذلك، سوف تبقى الشركات الأخرى بما في ذلك صالات الألعاب الرياضية وحمامات السباحة والمنتجعات الصحية وصالات الوشم مغلقة. وسوف يُسمح بإعادة فتح أماكن العبادة وحضور الشعائر الدينية. صرح كريس ويتي -كبير المسؤولين الطبيين في إنجلترا- أن الفيروس من المرجح أن ينتشر في المملكة المتحدة في ربيع عام 2021.

### 24 يونيو
نصح المستشار النمساوي سيباستيان كورتس المواطنين بعدم السفر إلى ولاية نوردراين فيستفالن الألمانية بعد ارتفاع عدد الحالات المرتبطة بمصنع معالجة اللحوم هناك.
أعلن وزير الصحة البلغاري كيريل أنانييف أن حالة الطوارئ البلغارية سوف تمدد حتى 15 يوليو بسبب الارتفاع المستمر في حالات الإصابة بفيروس كورونا.
وضعت السلطات الصحية في كازاخستان بلدتي كوكشيتاو وستيبنوغورسك في حالة إغلاق من خلال فرض حظر التجول، ومنع الوصول عن طريق البر وإغلاق جميع الأماكن غير الضرورية.
أعلن رئيس الوزراء الهولندي مارك روته عن مزيد من التخفيف لقيود الإغلاق في البلاد والتي سوف تسمح للسكان بالالتقاء في الهواء الطلق وزيارة المطاعم في مجموعات، والسفر في وسائل النقل العام اعتبارًا من 1 يوليو. وذكر كذلك أنه سوف يُسمح للجمهور حضور مباريات كرة القدم بعد الصيف.
كشفت رابطة مشغلي المطارات في المملكة المتحدة أنه يمكن فقدان ما يصل إلى 20 ألف وظيفة في المطارات البريطانية بسبب الخسائر المالية للشركات أثناء الوباء.

### 25 يونيو
في فرنسا، أعيد افتتاح برج إيفل للجمهور باتباع إجراءات صارمة للنظافة والتباعد الاجتماعي. وأعلنت وزيرة شؤون الشباب والرياضة الفرنسية روكسانا موريسينيو أن المساعدة المالية لصناعة الرياضة في البلاد سوف تمتد حتى سبتمبر.
أعلن المساهمون في شركة الطيران الوطنية الألمانية لوفتهانزا عن دعمهم لدفع تعويضات حكومية بقيمة 9 مليارات يورو (10 مليارات دولار) لحماية الشركة من الانهيار وسط جائحة فيروس كورونا، بعد أن أفادت الأنباء أن الشركة كانت على بعد أيام من الإفلاس. سوف تشهد الاتفاقية حصول الحكومة الألمانية على حصة 20% في الشركة، مع خضوع شركة الطيران لبرنامج إعادة هيكلة لخفض التكاليف.
استقال وزير الصحة الكازاخستاني إليان بيرتانوف متذرعًا بمضاعفات فيروس كورونا.
أكدت رئيسة وزراء النرويج إرنا سولبرغ أن النرويج سوف تعيد فتح حدودها أمام الدول الأوروبية التي تفي بمعايير معينة اعتبارًا من 15 يوليو.
أعلنت السلطات في منطقة لشبونة الكبرى في البرتغال أنه سوف يُعاد فرض قاعدة البقاء في المنزل في إجمالي 19 مقاطعة اعتبارًا من 29 يونيو بسبب ارتفاع حالات الإصابة بفيروس كورونا.
قامت السلطات الإسبانية بتمديد خطة الإجازة في البلاد حتى 30 سبتمبر في محاولة لتقليل الآثار الاقتصادية للوباء.

### 26 يونيو
حذر المدير الإقليمي لأوروبا من منظمة الصحة العالمية هانز كلوج من أن القارة معرضة لخطر موجة ثانية من الإصابات بفيروس كورونا بعد أن حددت السلطات 30 دولة على أنها شهدت زيادات في عدد الحالات في الآونة الأخيرة.
كشف علماء من جامعة برشلونة الإسبانية أنه قد وجدت فيروس كوفيد-19 في مياه الصرف التي قد جُمعت في مارس 2019، والتي -إذا تأكدت- سوف تثير مخاوف بشأن انتشار الفيروس قبل تأكيد حالة الطوارئ الصحية العامة في ديسمبر، على الرغم من أن السلطات ذكر أنها كانت على الأرجح عينة ملوثة.

### 27 يونيو
أرجأ الاتحاد الأوروبي اتخاذ قرار بشأن إعادة فتح الحدود أمام السياح من خارج منطقة شنغن. صرح دبلوماسيون أن التغييرات يمكن أن تدخل حيز التنفيذ اعتبارًا من 1 يوليو على أقرب تقدير، وأن الولايات المتحدة والبرازيل وروسيا سوف يُستبعدوا بشكل شبه مؤكد بسبب ارتفاع معدلات الإصابة. 
حثت المستشارة الألمانية أنجيلا ميركل المواطنين الألمان على توخي الحذر والالتزام بالقيود حيث يبدأ اقتصاد البلاد في التراجع عن الإغلاق.
أعلنت الحكومة البريطانية عن تخفيف القاعدة التي تتطلب من أي شخص يصل إلى البلاد الدخول في الحجر الصحي الإلزامي لمدة 14 يومًا. صرحت السلطات أنه سوف يُسمح للسائحين بزيارة البلدان التي يُعتقد أن لديها مخاطر منخفضة للإصابة بفيروس كورونا، على أن تُصدر القائمة الكاملة الأسبوع المقبل.

### 28 يونيو
صرحت الحكومة الأيرلندية بأنها سوف تبقي على الحجر الصحي الإلزامي لمدة 14 يومًا للسياح البريطانيين في يوليو.
أعلنت السلطات في مدينة زيورخ السويسرية عن وضع 300 شخص في الحجر الصحي الإلزامي بعد زيادة عدد الحالات المرتبطة بملهى ليلي في المدينة.
فرضت وزارة الداخلية التركية حظر تجول نهاري على مستوى البلاد أثناء موسم امتحانات الالتحاق بالجامعة لمنع التجمعات الكبيرة.
أعلنت وزيرة الداخلية البريطانية بريتي باتيل أنه قد توضع مدينة ليستر في حالة إغلاق إقليمي بعد أن كُشف عن أنه قد أُبلغ عن 25% من حالات الإصابة بفيروس كورونا في المدينة في الأسبوعين الماضيين. مثل هذا الإجراء كان الأول من نوعه في المملكة المتحدة.

### 29 يونيو
مدد وزير ولاية شمال الراين وستفاليا في ألمانيا أرمين لاشيت، قيود الإغلاق في منطقة غويترسلوه لمدة أسبوع آخر، والتي سوف تشهد استمرار إغلاق المنشآت التجارية والترفيهية غير الأساسية.
ورد أن رئيس كازاخستان قاسم جومارت توكاييف قد أصدر تعليماته للحكومة الكازاخستانية بإعداد حزمة من القيود المفروضة على فيروس كورونا بعد الزيادة المستمرة في حالات الإصابة والوفيات في البلاد. وأمر بزيادة سعة المستشفى بنسبة 50% في غضون شهر وإنشاء مرافق اختبار متنقلة.
مدد الرئيس التركي رجب طيب أردوغان خطة دعم الأجور في البلاد والمساعدات المالية للأسر ذات الدخل المنخفض للتعامل مع العواقب الاقتصادية لوباء فيروس كورونا.
أعلن وزير الصحة البريطاني مات هانكوك أنه وضع مدينة ليستر في أول إغلاق محلي في المملكة المتحدة بعد الإبلاغ عن 25% من حالات المدينة في الأسبوعين الماضيين. بموجب القيود الجديدة، طُلب من الشركات غير الأساسية الإغلاق وسوف تُغلق معظم المدارس اعتبارًا من 2 يوليو. وثبط السفر من وإلى المدينة بشدة.

### 30 يونيو
كشف الاتحاد الأوروبي عن 14 دولة يمكن من خلالها استئناف السفر غير الضروري اعتبارًا من يوليو. أُدرجت الدول التي تعتبر آمنة مثل الجزائر وأستراليا وكندا وجورجيا واليابان والجبل الأسود والمغرب ونيوزيلندا ورواندا وصربيا وكوريا الجنوبية وتايلاند وتونس وأوروغواي. ضُمنت الصين أيضًا في حال سمحت الحكومة للمسافرين من أوروبا بالدخول بدون حجر صحي إلزامي.
حذرت شركة رويال دوتش شيل الهولندية البريطانية من أن قيمة أصول الشركة قد تنخفض بمقدار 22 مليار دولار بسبب انخفاض أسعار النفط العالمية خلال أزمة فيروس كورونا.
كشف المعهد الإسباني للإحصاء الوطني أن الناتج المحلي الإجمالي للبلاد قد تقلص بنسبة 5.2% في الأشهر الثلاثة الأولى من العام، وهو أكبر انخفاض منذ خمسين عامًا.
فرضت حكومة أوزبكستان حظر تجول في العاصمة طشقند والمناطق المحيطة بها بعد زيادة كبيرة في حالات الإصابة بفيروس كورونا. بموجب القيود الجديدة التي أعلنتها الحكومة، سوف يُطلب من مراكز التسوق إغلاقها في عطلة نهاية الأسبوع ولن يتمكن الناس من مغادرة منازلهم أثناء الليل.

## ردود الفعل والتدابير في جنوب وجنوب شرق آسيا

### 3 يونيو
في 3 يونيو، أعلن وزير التعليم الماليزي الدكتور محمد راضي بن محمد جيدين أن الحكومة ستوزع دليلًا إرشاديًا للمعلمين في 4 يونيو ضمن خططها لإعادة قطاع التعليم إلى العمل.

### 6 يونيو
نصح المدير العام للصحة الماليزية نور هشام عبد الله الماليزيين بارتداء أقنعة الوجه استجابةً لتوجيهات منظمة الصحة العالمية التي شجعت الأفراد على ارتداء أقنعة الوجه، وأكد استمرار فعالية أمر تقييد الحركة في البلاد لأن الدولة ما زالت تحت المراقبة بموجب قانون الوقاية من الأمراض المعدية ومكافحتها لعام 1988. يُذكر أيضًا أن نور هشام قد نوه بإمكانية إعادة فتح صالونات الشعر والتجميل في حال التزامها بتدابير التباعد الاجتماعي.

### 7 يونيو
أعلن رئيس الوزراء الماليزي محي الدين ياسين انتهاء مفعول أمر تقييد الحركة في البلاد في 9 يونيو، مع انتقال البلاد إلى أمر تقييد الحركة نحو مرحلة التعافي (آر إم سي أو) بين 10 يونيو و31 أغسطس، وعليه سمح التعديل المذكور بالسفر بين الولايات باستثناء المناطق التي تخضع لأمر تقييد الحركة المُحسّن (إي إم سي أو)، إضافةً إلى عودة السياحة المحلية، ومحلات الحلاقة، ومحلات التجميل، والأسواق الليلية، والبازارات، والمتاحف، والتجول الداخلي، وصيد الأسماك، والتصوير. تضمنت خطط الدولة أيضًا إعادة فتح المدارس تدريجيًا، مع استمرار حظر التجمعات الكبيرة، والرياضات الجماعية، والسفر الدولي.

### 9 يونيو
في نيودلهي بالهند، ألغت السلطات القرارات التي حدّت من توافر اختبار فيروس كورونا وتقديم أسرّة المستشفيات لسكان المدينة فقط بعد اعتراض رئيس الوزراء ناريندرا مودي على هذه القرارات.
أوصت منظمة الصحة العالمية السلطات الباكستانية بإعادة فرض «عمليات الإغلاق بصورة متقطعة» ضمن المناطق المستهدفة، مشيرةً إلى أن البلاد لم تستوف بعد شروط المنظمة لرفع القيود عنها.

### 10 يونيو
في ماليزيا، أعيد فتح صالونات التجميل ومحلات تصفيف الشعر بعد نحو ثلاثة أشهر من الإغلاق. أعلن وزير التعليم أن المدارس الماليزية ستبدأ بإعادة فتح أبوابها على مراحل بدءًا من 24 يونيو، مع إعطاء الأولوية لطلاب امتحانات التخرج من الثانوية وما يعادلها، وإلزام الطلاب بإجراءات التباعد الاجتماعي وقياس درجات الحرارة عند دخولهم المدارس.
أعلنت سريلانكا موافقة السلطات الصحية على عقد الانتخابات البرلمانية في 5 أغسطس بعد تأجيلها ثلاثة أشهر بسبب القيود الناجمة عن فيروس كورونا المستجد. كشف رئيس مفوضية الانتخابات ماهيندا ديشابريا في هذا اليوم أيضًا عن إجراء انتخابات وهمية في نهاية الأسبوع لاختبار فعالية التدابير الصحية الجديدة التي ستُطبق في أكشاك الاقتراع ومراكز الفرز.

### 11 يونيو
أعلنت الحكومة الماليزية منع المواطنين من أداء فريضة الحج السنوية إلى مكة المكرمة بسبب المخاوف من فيروس كورونا.
نوّه أحد مستشاري رئيس الوزراء الباكستاني عمران خان بحدوث انكماش في الناتج المحلي الإجمالي الباكستاني لأول مرة منذ 68 عامًا، وأصدرت السلطات الصحية بيانًا قللت فيه من قيمة تحذير وجهته منظمة الصحة العالمية إلى البلاد بعد أن أوصت المنظمة المسؤولين الباكستانيين بإعادة فرض الإغلاق بسبب ارتفاع أعداد حالات كوفيد-19 ووفياته.

### 12 يونيو
سُمح لسكان مالي، عاصمة جزر المالديف، بالسفر دون امتلاكهم تصاريح انطلاقًا من 15 يونيو، مع استمرار حظر التجمعات التي تضم أكثر من ثلاثة أشخاص.

### 13 يونيو
اعتقلت الشرطة في نيبال عشرة أفراد في أثناء الاحتجاجات في كاتماندو، التي اندلعت رفضًا لتعامل الحكومة النيبالية مع جائحة فيروس كورونا.
في باكستان، فرضت السلطات الصحية إغلاقًا عامًا في أكثر من 1000 «نقطة ساخنة» لفيروس كورونا في محاولة للسيطرة على الانتشار المتزايد لكوفيد-19 في البلاد.
أجرى الباحثون في تايلاند اختبارات على أكثر من 100 خفاش جرى اصطيادهم في الكهوف التايلاندية بحثًا عن فيروس كورونا لاكتساب فهم أفضل فيما يتعلق بأصل الفيروس.

### 14 يونيو
في العاصمة الهندية نيودلهي، جرى توظيف 500 عربة من عربات السكك الحديدية لتعمل بمثابة مستشفيات ميدانية بالتزامن مع عزم السلطات على تمشيط المنازل بهدف إجراء دراسات استقصائية صحية في محاولة منها للسيطرة على الانتشار المتزايد لفيروس كورونا في المدينة.

### 15 يونيو
أعادت الهند فرض الإغلاق العام في تشيناي ومناطق أخرى في ولاية تاميل نادو بسبب ارتفاع حالات الإصابة بفيروس كورونا.
أعلن أحد كبار الوزراء الماليزيين إسماعيل صبري بن يعقوب السماح لجميع دور العبادة غير الإسلامية والبالغ عددها 5230 دارًا بإعادة فتح أبوابها، مع التزامها بإرشادات التباعد الاجتماعي، مثل استضافة ما يعادل ثلث قدرتها الاستيعابية الطبيعية ومطالبة الحضور بتنزيل تطبيق MySejahtera.

### 16 يونيو
نفذت السلطات الصحية الباكستانية عمليات إغلاق صارمة في أحياء معينة ضمن عشرين مدينة وُجد أنها معرضة لخطر متزايد من انتشار الفيروس المتسارع.

### 18 يونيو
أعلن أحد مستشاري رئيس وزراء باكستان عمران خان استئناف الرحلات الدولية من باكستان وإليها بنسبة 25٪ مع الالتزام الصارم بقواعد التباعد الاجتماعي للسماح بسفر المواطنين الباكستانيين الذين تقطعت بهم السبل في الخارج بسبب الجائحة.
نوهت سلطات الطيران التايلندية باحتمالية استئناف الرحلات الدولية القادمة إلى البلاد بدءًا من يوليو إذا استمر عدد الحالات بالانخفاض.

### 20 يونيو
كشفت وزارة الخارجية الأمريكية أن عددًا من موظفي السفارة الأمريكية في العاصمة الأفغانية كابول قد ثبتت إصابتهم بفيروس كورونا وأعلنت اتخاذ السفارة الإجراءات اللازمة لمنع انتشار الفيروس.
استؤنفت الرحلات الدولية من باكستان وإليها بعد تعليقها لأكثر من ثلاثة أشهر بسبب فيروس كورونا.

### 23 يونيو
عمدت وزارة التعليم الماليزية إلى تقصير إجازتي منتصف العام ونهاية العام لمساعدة المدارس في التخطيط بصورة أفضل للدروس التي توقفت بسبب جائحة كوفيد-19 والإغلاق الناجم عنها. جرى تقليص عطلة منتصف العام من تسعة أيام إلى خمسة أيام، بينما خُفّضت إجازات نهاية العام من 42-43 يومًا إلى 14-13 يومًا حسب الولايات، لتبلغ مدة العام الدراسي 2020 168 يومًا حسب تصريحات وزارة التربية والتعليم. انتقد وزير التربية والتعليم السابق مزلي بن مالك إجراءات الوزارة بسبب عدم استشارتها المعلمين ونقابات المعلمين قبل تعديل التقويم المدرسي.
أعلن ظفر ميرزا ، المستشار الصحي لرئيس الوزراء الباكستاني عمران خان، تحديد السلطات 500 نقطة ساخنة مكتظة بإصابات كوفيد-19 في جميع أنحاء البلاد، وأكد احتمالية إعادة فرض بعض إجراءات الإغلاق لاحتواء انتشار الفيروس.
أعلن الصليب الأحمر توفير 800,000 قناع وجه للفئات المعرضة لخطر الإصابة الأكبر في تايلاند.

### 24 يونيو
أعلن رئيس جزر المالديف إبراهيم محمد صلح السماح للسياح الدوليين من جميع البلدان بدخول جزر المالديف اعتبارًا من 15 يوليو.
علقت طيران الإمارات رحلاتها القادمة من باكستان بعد ثبوت إصابة عدد من الركاب بكوفيد-19.

### 25 يونيو
أعلنت السلطات الصحية في العاصمة الهندية نيودلهي إجراء مسح صحي استقصائي يشمل جميع سكان المدينة البالغ عددهم 29 مليونًا، بهدف رصد أكبر عدد ممكن من حالات الإصابة بالفيروس.

### 27 يونيو
أعلن وزير العلوم والتكنولوجيا الباكستاني فؤاد شودري أن البلاد قد بدأت بإنتاج أجهزة تنفس اصطناعي مصممة محليًا.
ألغى رئيس سريلانكا غوتابايا راجاباكسا الإغلاق العام في البلاد بسبب فيروس كورونا عقب انخفاض مستمر في عدد الحالات، إذ صرح أحد المسؤولين «بعدم وجود حالات انتقال مجتمعي للعدوى» في البلاد.

### 29 يونيو
أعلنت السلطات في تايلاند استئناف الرحلات الدولية من البلاد وإليها بدءًا من 1 يوليو، إضافةً إلى إعادة فتح الحانات والبارات في التاريخ نفسه.

## ردود الفعل والتدابير في غرب المحيط الهادئ

### 1 يونيو
في نيوزيلندا، انتقد كل من عالمة الأحياء الدقيقة والمستشارة الصحية الدكتورة سيوكسى وايلز، ونائب رئيس الوزراء وينستون بيترز، وزعيم حزب إيه سي تي ديفيد سيمور، المتظاهرين الذين شاركوا في الاحتجاجات التي اندلعت في مراكز عدة، مثل أوكلاند وويلينغتون، بسبب خرقهم قيود التباعد الاجتماعي. دعت الدكتور وايلز المشاركين في مسيرات حركة حياة السود مهمة (بي إل إم) إلى عزل أنفسهم لمدة 14 يومًا، بينما دعا بيترز وسيمور حكومة نيوزيلندا إلى الانتقال من المستوى الثاني من حالة التأهب إلى المستوى الأول.

### 2 يونيو
أعلنت الخطوط الجوية السنغافورية استئناف رحلات الركاب إلى مدينتي أوكلاند وكريستشيرش النيوزيلنديتين وفق أساس أسبوعي. إضافةً إلى ذلك، أعلنت شركة الطيران الوطنية السنغافورية استئناف رحلاتها إلى مدن أديلايد وملبورن وبريسبان الأسترالية بالتزامن مع إقامة طرق جديدة إلى سيدني بين 8 يونيو و31 يوليو.

### 3 يونيو
أعلنت رئيسة وزراء نيوزيلندا جاسيندا أرديرن نيّة الحكومة النظر في الانتقال إلى المستوى الأول من حالة التأهب في 8 يونيو، وأوضحت أن المستوى الأول سيشمل إلغاء قيود التباعد الاجتماعي على المتاجر والمطاعم ووسائل النقل العام والتجمعات العامة بما فيها الخدمات الدينية والجنازات وحفلات الزفاف والفعاليات الرياضية المجتمعية. على أي حال، فُرض على منظمي الأحداث أيضًا التأكد من تتبع المخالطين.

### 8 يونيو
أعلنت رئيسة الوزراء النيوزيلندية جاسيندا أرديرن دخول البلاد في المستوى الأول من حالة التأهب في منتصف ليل التاسع من يونيو بعد الإبلاغ عن تعافي آخر حالة نشطة متبقية في البلاد. تضمن المستوى الأول إيقاف إجراءات التباعد الاجتماعي ورفع القيود عن الحياة اليومية، والأنشطة التجارية، والتجمعات الجماهيرية، ووسائل النقل العام، لكن حدود البلاد ظلت مغلقةً في وجه معظم الرحلات الدولية.

### 9 يونيو
سمحت هونغ كونغ لبعض الطلاب القادمين من البر الصيني الرئيسي بالعودة لاستئناف الدراسة بدءًا من 15 يونيو فيما وُصف بتخفيف انتقائي للقيود الحدودية المتعلقة بفيروس كورونا. يُذكر أن الطلاب العائدين قد قيست درجات الحرارة لديهم، إلى جانب إبرازهم استمارات التصريح الصحي في هونغ كونغ وشينزن في أثناء ذهابهم إلى المدرسة.
في إندونيسيا، عبّر حاكم جاكرتا أنيس باسويدان عن ثقته بأن أزمة فيروس كورونا تحت السيطرة وأن العاصمة الإندونيسية قادرة على التأقلم مع تخفيف قيود الإغلاق الذي بدأ في 7 يونيو.

### 10 يونيو
تحدث وزير التجارة الأسترالي عن اقتصاد بلاده الذي يواجه أول ركود له منذ ثلاثين عامًا بسبب فيروس كورونا، منوهًا بالصعوبات التي تنتظره في حال استجابة الطلاب الصينيين لتحذيرات حكومتهم بعدم السفر إلى أستراليا بسبب وقوع حوادث عنصرية. يُذكر أن التعليم الدولي يمثل رابع أكبر مصدر للعملات الأجنبية في أستراليا، بما يعادل قيمة 26 مليار دولار سنويًا. قال بيل رولينسون، كبير علماء الفيروسات في وزارة الصحة في نيو ساوث ويلز، إن أستراليا ستتخلص إلى حد كبير فيروس كورونا بحلول يوليو.
في مدينة ووهان الصينية، أعلنت السلطات الأمريكية استئناف عملياتها قريبًا في قنصليتها التي تتخذ من المدينة مقراً لها، بعد أن سحبت وزارة الخارجية الأمريكية موظفيها وعائلاتهم في أواخر يناير عقب ورود أنباء عن نية الحكومة الصينية فرض إغلاق عام على المدينة.
قال الرئيس التنفيذي لأولمبياد طوكيو 2020، توشيرو موتو، إن الألعاب الأولمبية التي تأجل موعدها في مارس «لن تتسم بالرونق الرائع المتوقع»، بل سيتم تبسيط الفعاليات الأولمبية.

### 11 يونيو
نفت وزارة الخارجية الصينية تقريرًا من الاتحاد الأوروبي يشير إلى تعمد المسؤولين الصينيين نشر معلومات خاطئة حول فيروس كورونا.

### 12 يونيو
حثّ رئيس وزراء أستراليا، سكوت موريسون، قادة الولايات والأقاليم في البلاد على إعادة فتح الحدود الداخلية لمساعدة الاقتصاد الأسترالي على التعافي بعد رفع القيود المتعلقة بفيروس كورونا.
حذّر وزير الصحة الكوري الجنوبي بارك نيونغ-هو من استمرار فرض السلطات الصحية قواعد التباعد الاجتماعي لحين ملاحظة انخفاض في عدد الإصابات المؤكدة الجديدة بفيروس كورونا إلى أرقام مفردة يوميًا، وذكر أيضًا إمكانية العودة إلى قواعد الإغلاق الأكثر صرامة إن لم تنخفض الحالات المؤكدة الجديدة إلى المستوى المطلوب.
في العاصمة التايلاندية بانكوك، استمر إغلاق معبد وات فو، وهو معلم سياحي شهير، في وجه الزوار الأجانب بسبب مخاوف من زيادة محتملة في عدد الإصابات المنقولة محليًا، لكن مع السماح للسائحين التايلانديين بزيارة المعبد.

### 13 يونيو
أغلق مسؤولو الصحة في العاصمة الصينية بكين إحدى أسواق الشارع بعد أن سجلت لجنة الصحة الوطنية ست حالات جديدة منقولة محليًا، وتأكيد زيارة اثنين من المصابين لهذه السوق. خضعت منطقة فنغتاي في بكين للإغلاق أيضًا استجابةً للحالات المؤكدة حديثًا.

### 14 يونيو
استجابةً لتفشي المرض الذي أدى إلى عشرات الحالات الجديدة في بكين، عززت السلطات في بكين إمكانياتها لإجراء المزيد من الاختبارات وتتبع المخالطين، وأمرت الشركات بفرض الحجر الصحي لمدة 14 يومًا على الموظفين الذين زاروا سوق شينفادي، إضافةً إلى إغلاق عدد من الأحياء السكنية.
جرى تعليق إحدى الرحلات المنتظمة على خطوط جنوب الصين الجوية بين دكا وغوانزو لمدة أربعة أسابيع بدءًا من 22 يونيو بعد أن ثبتت إصابة بعض ركاب الرحلة في 11 يونيو بكوفيد-19.

### 15 يونيو
أُغلقت عشرة أحياء أخرى في منطقة هايديان في العاصمة الصينية بكين بعد إبلاغ السلطات عن زيادة مفاجئة في الإصابات المرتبطة بإحدى أسواق البيع بالجملة.
أعلنت ديزني لاند في هونغ كونغ إعادة فتح أبوابها للزوار في 18 يونيو.
قالت وزارة الخارجية اليابانية إن الحكومة اليابانية لم تتخذ أي قرار لتخفيف إجراءات حظر الدخول المتعلق بفيروس كورونا على مستوى البلاد.
أكد رئيس الفلبين رودريغو دوتيرتي استمرار فعالية بعض القيود المفروضة ضمن إجراءات الإغلاق العام بسبب فيروس كورونا في مانيلا لمدة أسبوعين إضافيين، مع إعادة فرض الإغلاق الكامل في مدينة سيبو بسبب ارتفاع عدد الحالات.
في سنغافورة، أعلنت الحكومة السماح لمعظم الشركات بإعادة فتح أبوابها بدءًا من 19 يونيو.

### 16 يونيو
في العاصمة الصينية بكين، أُغلقت المدارس استجابةً لتفشي فيروس كورونا الجديد في إحدى أسواق البيع بالجملة في المدينة، ووُضعت أحياء محيطة بمنطقة هايديان ضمن نطاق الإغلاق استجابةً لتفشي المرض، مع ورود تقارير تؤكد ظهور إصابات جديدة في أكثر من نصف مناطق بكين. في مدينة شنغهاي، أُلزم المسافرون من المناطق الصينية عالية الخطورة أو ذات الخطورة المتوسطة بالخضوع لحجر صحي إلزامي لمدة 14 يومًا عند الوصول.
أعلنت وزارة الصحة في هونغ كونغ السماح بالتجمعات التي تصل إلى خمسين شخصًا بدءًا من من 19 يونيو.
بدأت المدارس في مناطق إندونيسيا التي تُعدّ معرضة لخطر انتشار الإصابة بفيروس كورونا بإعادة فتح أبوابها تدريجيًا في شهر يوليو.
أعلنت شركة طيران نيوزيلندا استئناف رحلاتها بين أوكلاند وشنغهاي بدءًا من 22 يونيو. علّقت الحكومة النيوزيلندية في اليوم نفسه منح إعفاءات الرحمة للمسافرين بعد أن ثبتت إصابة امرأتين بكوفيد-19 زارتا البلاد في يونيو لحضور جنازة.
في سنغافورة، أعلن علماء في كلية ديوك-إن يو إس الطبية مباشرتهم بإجراء التجارب السريرية على لقاح محتمل لفيروس كورونا في أغسطس بعد نجاح التجارب على الحيوانات.

### 17 يونيو
أعلنت رئيسة الوزراء النيوزيلندية جاسيندا أرديرن اختيار مساعد رئيس قوات الدفاع الجوي النيوزيلندية دارين ويب للإشراف على مرافق العزل والحجر الصحي الحدودية عقب ثبوت إصابة امرأتين بالفيروس كانتا قد زارتا البلاد لحضور جنازة بعد حصولهما على إعفاء رحمة.

### 18 يونيو
أعلنت خطوط كانتاس الجوية إلغاء معظم الرحلات الدولية المقررة قبل شهر أكتوبر بعد طرح الحكومة الأسترالية احتمالية استمرار إغلاق حدود البلاد حتى عام 2021.
أعلن رئيس وزراء اليابان شينزو آبي السماح للمسافرين القادمين من أستراليا ونيوزيلندا وتايلاند وفيتنام بدخول البلاد في الأسابيع المقبلة.
أعلن المدير العام للصحة النيوزيلندية آشلي بلومفيلد أن جميع المسافرين على متن رحلات بين أستراليا ونيوزيلندا عبر بحر تسمان سيُطلب منهم ارتداء أقنعة الوجه استجابةً لتسجيل ثلاث حالات جديدة لأفراد لديهم قصة سفر إلى الخارج.

### 19 يونيو
أكدت السلطات في بكين سيطرتها على تفشي فيروس كورونا في المدينة، بعد زيادة مفاجئة في الحالات المرتبطة بسوق البيع بالجملة التي أُبلغ عنها منذ أكثر من أسبوع. كشفت السلطات أيضًا أن لقاحًا محتملاً لفيروس كورونا يجري تطويره على يد شركة كلوفر الصينية للصناعات الدوائية الحيوية قد وصل إلى مرحلة التجارب السريرية على متطوعين بشريين.
أعلن شينزو آبي رفع جميع قيود السفر المحلية في اليابان فوريًا، مع تشجيع السكان على المشاركة في الأنشطة الترفيهية التي ستساعد على تعافي البلاد اقتصاديًا من الجائحة.
في سنغافورة، أعيد فتح الشركات غير الأساس22 يونيوالات الألعاب الرياضية والمطاعم، مع السماح أيضًا بالتجمعات التي تصل إلى خمسة أشخاص.

### 20 يونيو
أعلن رئيس وزراء فيكتوريا دانييل أندروز نية الولاية إعادة فرض بعض القيود بعد الارتفاع المستمر في حالات الإصابة بفيروس كورونا، وشملت القيود اقتصار التجمعات في الهواء الطلق على عشرة أشخاص، وإمكانية فرض قيود أكثر صرامة في المناطق الساخنة، ضمن سياسة تشديد القيود التي أعلن عنها أندروز

### 21 يونيو
أعلنت السلطات الصحية في ولاية فيكتوريا الأسترالية تمديد حالة الطوارئ حتى 19 يوليو بسبب ارتفاع حالات الإصابة بفيروس كورونا.
أعلن مسؤولو الصحة الصينيون تعليق استيراد اللحوم المجمدة من شركة تايسون فودز الأمريكية إلى أجل غير مسمى بعد الإبلاغ عن تسجيل إصابات كوفيد-19 في مصنع الشركة في الولايات المتحدة. أمرت شركة بيبسيكو أحد مصانعها في بكين بالإغلاق بعد أن ثبتت إصابة بعض موظفي المصنع. تزامن إغلاق المصنع مع إعلان السلطات في بكين قدرة المدينة على إجراء اختبار كوفيد-19 لمليون شخص يوميًا.
أعلن الباحثون في كلية الاتحاد الطبية في بكين أنهم بدأوا بالمرحلة الثانية من التجارب السريرية على البشر للقاح محتمل لفيروس كورونا.

### 22 يونيو
أعلنت رئيسة الوزراء النيوزيلندية جاسيندا أرديرن اشتراط حكومة نيوزيلندا صدور نتيجة اختبار كوفيد-19 سلبية قبل أن تسمح للمحجورين بمغادرة الحجر الصحي. مددت الحكومة الحظر المفروض على السفن السياحية إلى ما بعد 30 يونيو. سُمح لسفن الشحن وسفن الصيد بالرسو، لكن مع إلزام طواقم السفن التي تحط الرحال في نيوزيلندا بقضاء 14 يومًا في الحجر الصحي في حال لم يمضي على وجودهم على متن السفينة أكثر من 28 يومًا قبل الرسو.
أعلن عمدة سيول بارك وون-سون فرض سلطات المدينة إجراءات أكثر صرامة إن لم ينخفض عدد الإصابات اليومية الجديدة عن ثلاثين إصابة في الأيام المقبلة، بالتزامن مع إعلان مسؤولين كوريين جنوبيين مرور البلاد بموجة ثانية من الإصابات.

### 23 يونيو
أعلن مسؤولو الصحة في بكين ارتفاع قدرة الفحص اليومية في المدينة إلى أكثر من 300 ألف اختبار يوميًا بعد الإبلاغ عن عدد من الحالات المرتبطة بسوق البيع بالجملة.
أعلن مدير ديزني لاند في طوكيو إعادة افتتاح المتنزه في 1 يوليو.
في كوريا الجنوبية، أعلن المسؤولون في مدينة دايجو اتخاذهم إجراءات قانونية ضد كنيسة شينتشونجي اليسوعية، بحجة أن الكنيسة قد أسهمت إسهامًا كبيرًا في انتشار كوفيد-19 في المدينة وفشلت في الالتزام بالقيود المستندة إلى تعليمات السلطات.

### 24 يونيو
أعلنت السلطات الصحية في ولاية فيكتوريا الأسترالية نشر 1000 فرد من قوات الدفاع الأسترالية في ملبورن للتعامل مع الارتفاع الأخير في حالات الإصابة بفيروس كورونا.
أعلنت السلطات في العاصمة الصينية بكين سيطرتها على تفشي فيروس كورونا الأخير في المدينة.
كشف رئيس الفلبين رودريغو دوتيرتي عن خطط الحكومة الفلبينية الهادفة إلى رصد ميزانية قدرها 4.3 تريليون بيزو (86 مليار دولار) لعام 2021 لمساعدة البلاد على التعافي اقتصاديًا من جائحة فيروس كورونا.

### 25 يونيو
أعلنت خطوط كانتاس الجوية الأسترالية تسريح 6000 موظف إضافي في سياق معاناة الشركة للتعامل مع الآثار الاقتصادية التي خلفتها جائحة فيروس كورونا.
أعلنت وزارة البيئة والغابات الإندونيسية تقليص حجم الميزانية المخصصة لحماية الغابات المطيرة الإندونيسية في سياق تخفيضات الميزانية بسبب جائحة فيروس كورونا، وأتى ذلك خلال الموسم الأكثر عرضةً لاشتعال الحرائق في الغابات.

### 26 يونيو
رفعت العاصمة الصينية بكين جزئيًا الإغلاق في المناطق المتأثرة بالتفشي المرتبط بسوق البيع بالجملة في المدينة.
توقع الأمين العام لرابطة أمم جنوب شرق آسيا ليم جوك هوي انكماشًا اقتصاديًا في المنطقة لأول مرة منذ 22 عامًا بعد تحذير رئيس وزراء فيتنام نجوين شوان فوك من أن الجائحة قد «ألغت النجاحات التي تحققت في السنوات الأخيرة».

### 28 يونيو
أعلنت ولاية فيكتوريا الأسترالية إجراء اختبارات كوفيد-19 إلزامية للمسافرين القادمين بعد ارتفاع حاد في عدد الإصابات.
وضعت السلطات الصينية 400 ألف شخص تحت الإغلاق الصارم في مقاطعة أنسين في ولاية هيبي بعد زيادة في عدد الحالات المتعلقة بسوق الجملة بالقرب من العاصمة بكين، ما عنى بدوره السماح للعمال الأساسيين فقط بمغادرة منازلهم ومنع غير المقيمين من دخول المباني أو التجمعات السكنية.
اتفق رئيس الوزراء السنغافوري لي هسين لونج ونظيره الماليزي محي الدين ياسين على تعاون حكومتيهما لإرساء اتفاق التنقل الدوري (بي سي إيه) الذي يتيح للمقيمين من كلا البلدين الذين يحملون تصاريح هجرة طويلة الأجل لأغراض العمل والتجارة في الدولة الأخرى العودة دوريًا إلى بلدانهم الأصلية في إجازة قصيرة الأمد لزيارة الوطن.
أعلنت السلطات في كوريا الجنوبية السماح للجماهير بحضور بعض المباريات الرياضية بسعة محدودة.

### 29 يونيو
أكد المدير العام لمنظمة الصحة العالمية، تيدروس أدهانوم، إرسال فريق من منظمة الصحة العالمية إلى الصين في الأسابيع المقبلة للتحقيق في أصل مرض كوفيد-19 بعد ضغوط من المجتمع الدولي.
أعلن وزير الصحة النيوزيلندي ديفيد كلارك استثمار حكومة نيوزيلندا مبلغ 150 مليون دولار نيوزيلندي في معدات الوقاية الشخصية، وأكد إلزام العائدين في مرافق العزل بارتداء أقنعة الوجه.

### 30 يونيو
أعلن رئيس الوزراء فيكتوريا دانييل أندروز إعادة فرض الإغلاق على عشرة مناطق ذات رموز بريدية محددة في ملبورن لمدة أسبوعين بدءًا من الساعة 11:59 من مساء الأول من يوليو استجابة لارتفاع عدد الحالات الجديدة في المدينة.